# Drake (músico)
Aubrey Drake Graham (Toronto; 24 de octubre de 1986), conocido simplemente como Drake, es un rapero, cantante, compositor, productor discográfico y actor canadiense. Siendo una figura influyente en la música popular contemporánea, Drake ha sido acreditado por popularizar el canto y la sensibilidad del R&B en el hip hop. Al obtener reconocimiento al interpretar a Jimmy Brooks en la serie dramática para adolescentes de CTV Degrassi: The Next Generation (2001-2008), Drake siguió una carrera en la música lanzando su mixtape debut Room for Improvement en 2006. Siguió esto con los mixtapes Comeback Season (2007) y So Far Gone (2009) antes de firmar con Young Money Entertainment.
Los primeros tres álbumes de Drake, Thank Me Later (2010), Take Care (2011) y Nothing Was the Same (2013), fueron éxitos de crítica y lo impulsaron a la vanguardia del hip hop. Su cuarto álbum, Views (2016), exploró el dancehall y estuvo en la cima del Billboard 200 durante 13 semanas no consecutivas, lo que lo convirtió en el primer álbum de un artista masculino en hacerlo en más de una década, y contó con el sencillo principal que estableció récords en las listas «One Dance». En 2018, Drake lanzó el álbum doble Scorpion, que contenía los sencillos número uno de Billboard Hot 100 «God's Plan», «Nice for What» e «In My Feelings». El sexto álbum de Drake, muy esperado, Certified Lover Boy (2021), logró nueve éxitos entre los 10 primeros en el Hot 100, estableciendo el récord de la mayoría de los diez éxitos entre los diez primeros en Estados Unidos de un álbum, con su sencillo principal «Way 2 Sexy» alcanzando el número uno. En 2022, Drake lanzó el álbum inspirado en house Honestly, Nevermind y el álbum colaborativo, Her Loss, con 21 Savage. Conocido por los frecuentes lanzamientos que acompañan a sus álbumes, Drake logró el éxito comercial y de crítica con los mixtapes If You're Reading This It's Too Late (2015) y More Life (2017).
Como empresario, Drake fundó el sello discográfico OVO Sound con su antiguo colaborador 40 en 2012. En 2013, Drake se convirtió en el «embajador global» de los Toronto Raptors, se unió a su comité ejecutivo y luego obtuvo los derechos de denominación de sus instalaciones de práctica. En 2016, comenzó a colaborar con Brent Hocking en el whisky bourbon Virginia Black. Drake encabeza la marca de moda OVO y la colaboración de Nocta con Nike, y fundó la productora DreamCrew y la casa de fragancias Better World. En 2018, se informó que Drake era responsable del 5% (440 millones de dólares canadienses) de los ingresos anuales por turismo de 8800 millones de dólares canadienses de Toronto. En 2022, se convirtió en copropietario del club de fútbol italiano A.C. Milán.
Entre los artistas musicales más vendidos del mundo, con más de 170 millones de discos vendidos, la RIAA clasifica a Drake como el artista de sencillos digitales con mayor certificación en los Estados Unidos. Ha ganado cinco Premios Grammy, seis American Music Awards, un récord de 34 Billboard Music Awards, dos Premios Brit y tres Premios Juno. Drake ha logrado 11 éxitos número uno en el Billboard Hot 100 y tiene más récords en el Hot 100; tiene la mayor cantidad de sencillos en el top 10 (67), la mayoría de las canciones en las listas (293), la mayor cantidad de canciones en las listas simultáneamente en una semana (27), la mayor cantidad de debuts en el Hot 100 en una semana (22) y el tiempo más continuo en el Hot 100 (431 semanas). Además, tiene la mayor cantidad de sencillos número uno en las listas R&B/Hip-Hop Airplay, Hot R&B/Hip-Hop Songs, Hot Rap Songs y Rhythmic Airplay.

## Primeros años de vida y educación
Aubrey Drake Graham nació el 24 de octubre de 1986 en Toronto, Ontario, Canadá. Su padre, Dennis Graham, es un baterista católico afroamericano de Memphis que una vez actuó con el músico country Jerry Lee Lewis. Su madre, Sandra «Sandi» Sher, es una judía asquenazí canadiense que trabajaba como profesora de inglés y florista. Graham actuó en el Club Bluenote de Toronto, donde conoció a Sandra, que estaba presente. Drake tiene doble ciudadanía estadounidense y canadiense, la primera derivada de su padre. En su juventud, asistió a una escuela diurna judía y tuvo un bar mitzvah.
Los padres de Drake se divorciaron cuando él tenía cinco años. Después del divorcio, él y su madre permanecieron en Toronto; su padre regresó a Memphis, donde estuvo encarcelado durante varios años por cargos relacionados con las drogas. Las finanzas limitadas y los problemas legales de Graham hicieron que permaneciera en los Estados Unidos hasta la edad adulta temprana de Drake. Antes de su arresto, Graham viajaba a Toronto y traía a Drake a Memphis todos los veranos. Más tarde, su padre colaboró con el grupo musical canadiense Arkells en el video musical de una canción titulada «Drake's Dad». Graham afirmó en una entrevista que las afirmaciones de Drake de que él era un padre ausente eran adornos utilizados para vender música, lo que Drake niega con vehemencia.
Drake se crio en dos barrios. Vivió en Weston Road en el extremo oeste de la clase trabajadora de Toronto hasta el sexto grado y asistió a la escuela pública Weston Monumento conmemorativo Júnior hasta el cuarto grado, jugando hockey menor con los Weston Red Wings. Drake era un extremo derecho prometedor, que llegó al campamento de hockey de Upper Canada College, pero se fue a instancias de su madre luego de un feroz control cruzado en el cuello durante un juego por parte de un jugador contrario. Luego se mudó a uno de los barrios acomodados de la ciudad, Forest Hill, en 2000. Cuando se le preguntó acerca de la mudanza, Drake respondió: «Teníamos la mitad de una casa en la que podíamos vivir. Las otras personas tenían la mitad superior, nosotros teníamos la mitad inferior. Yo vivía en el sótano, mi madre vivía en la primera piso. No era grande, no era lujoso. Era lo que podíamos pagar». Demostrando una afinidad por las artes, a los 10 años, Drake apareció en un sketch cómico que se emitió durante los Premios NHL de 1997, con un riff de Martin Brodeur y Ron Hextall y su récord como los únicos porteros que han marcado múltiples goles.
Asistió al Forest Hill Collegiate Institute para la escuela secundaria, y luego asistió a Vaughan Road Academy en el vecindario multicultural Oakwood-Vaughan de Toronto; Drake describió a Vaughan Road Academy como «de ninguna manera la escuela más fácil de asistir». Durante su adolescencia, Drake trabajó en una fábrica de muebles de Toronto, ahora cerrada, propiedad de su abuelo materno, Reuben Sher. Drake dijo que fue intimidado en la escuela por su origen racial y religioso, y al determinar que su horario de clases era perjudicial para su floreciente carrera como actor, abandonó la escuela. En 2011, Drake comentó sobre sus primeros años diciendo: «He visto mucho, lo pongo de esta manera. He estado con los niños más bendecidos en el mundo, he estado con gente cuya vida está justo en el fondo de la nada». Drake se graduó más tarde en octubre de 2012.

## Carrera

### 2001-2009: Inicios de carrera

#### Degrassi: The Next Generation
A la edad de 15 años, Drake, ansioso por comenzar su carrera como actor, conoció al padre de un amigo de la escuela secundaria, un agente en funciones. El agente le encontró a Drake un papel en la serie dramática canadiense para adolescentes Degrassi: The Next Generation. Drake interpretó a Jimmy Brooks, una estrella del baloncesto que quedó discapacitado físicamente después de que un compañero de clase le disparara. Según los informes, a Drake no le gustó este arco de personajes debido a su aparente tokenismo (el suyo era uno de los únicos personajes negros de la serie), y también creía que podría influir negativamente en su posición como rapero. El escritor de la serie desde hace mucho tiempo, James Hurst, dijo que Drake amenazó con emprender acciones legales para rehacer la historia, antes de finalmente aceptarla. Madeleine Robinson, directora ejecutiva de la organización sin fines de lucro californiana Wheelchair 4 Kids, elogió la historia y la actuación de Drake y señaló que «inculcó confianza y representación» a los jóvenes discapacitados. Cuando se le preguntó acerca de su carrera actoral temprana, Drake respondió: «Mi madre estaba muy enferma. Éramos muy pobres, como en la ruina. El único dinero que recibí fue [de] la televisión canadiense». Apareció en un total de 100 episodios entre 2001 y 2008. En 2010, Drake expresó interés en interpretar a Barack Obama en una película biográfica, a lo que Obama respondió con aprobación en una entrevista en 2020.
Según los creadores de la serie Degrassi, Stephen Stohn y Linda Schuyler, Drake solía llegar tarde al set después de pasar noches grabando música. Para evitar esto, Schuyler afirmó que Drake llegó a un acuerdo con los guardias de seguridad del plató para poder ingresar al plató después de grabar y poder dormir en un camerino.

#### Primeros mixtapes ySo Far Gone

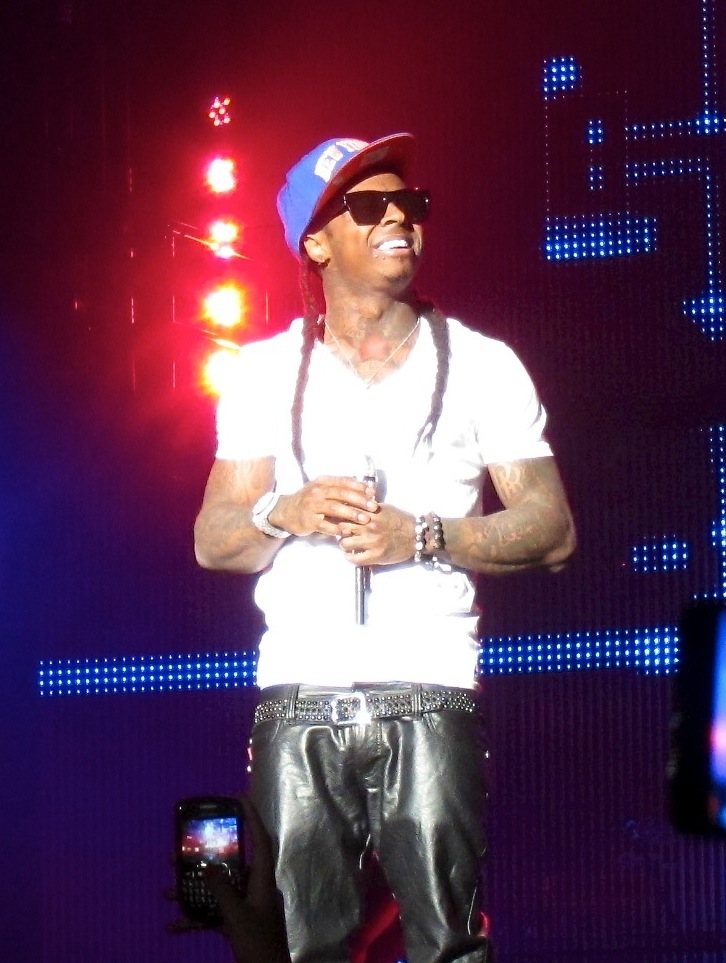
Lil Wayne, el fundador de Young Money Entertainment, contrató a Drake para el sello en 2009.

Inspirado musicalmente por Jay-Z y Clipse, Drake autoeditó su mixtape debut, Room for Improvement, en 2006. El mixtape contó con Trey Songz y Lupe Fiasco e incluyó una gran producción de Boi-I y Frank Dukes. Cuando se le preguntó sobre el mixtape, Drake describió el proyecto como «bastante sencillo, amigable con la radio, sin mucho contenido». Room for Improvement se lanzó solo para la venta y vendió aproximadamente 6000 copias, por las cuales Drake recibió $304,04 en regalías. Realizó su primer concierto el 19 de agosto de 2006 en el club nocturno Kool Haus como acto de apertura de Ice Cube, actuando durante media hora y ganando $100. En 2007, Drake lanzó su segundo mixtape Comeback Season. Lanzado desde su sello Very Own de octubre recientemente fundado, generó el sencillo «Replacement Girl» con Trey Songz. La canción convirtió a Drake en el primer rapero canadiense sin firmar en tener su video musical en BET, con «Replacement Girl» en su segmento "New Joint of the Day" en abril de 2007. La canción también vio a Drake probar «Man of the Year» de Brisco, Flo Rida y Lil Wayne, conservando el verso de Lil Wayne, y agregó el suyo propio a la mitad anterior de la canción. Esto hizo que Jas Prince le regalara la canción a Lil Wayne, lo que llevó al rapero a invitar a Drake a Houston para unirse a su gira Tha Carter III. A lo largo de la gira, Drake y Lil Wayne grabaron varias canciones juntos, incluidas «Ransom», «Forever» y un remix de «Brand New».
En 2009, Drake lanzó su tercer mixtape So Far Gone. Estuvo disponible para su descarga gratuita a través de su sitio web de blog OVO y contó con Lil Wayne, Trey Songz, Omarion, Lloyd y Bun B. Recibió más de 2000 descargas en las primeras 2 horas de lanzamiento, y obtuvo un gran éxito comercial con los sencillos «Best I Ever Had» y «Successful», ambos obtuvieron la certificación de oro de la Recording Industry Association of America (RIAA), y el primero también alcanzó el puesto número dos en el Billboard Hot 100. Esto provocó el relanzamiento del mixtape como EP, con solo cuatro canciones del original, así como las adiciones de las canciones «I'm Goin 'In» y «Fear». Debutó en el número seis en el Billboard 200 y ganó la Grabación de rap del año en los Premios Juno de 2010.
Debido al éxito del mixtape, Drake fue objeto de una guerra de ofertas de varios sellos, a menudo informada como «una de las guerras de ofertas más grandes de la historia». A pesar de esto, se rumoreaba que Drake había obtenido un contrato de grabación con Young Money Entertainment el 29 de junio de 2009. Esto se confirmó más tarde luego de una demanda planeada de Young Money, junto con Drake, contra un álbum falso no autorizado titulado The Girls Love Drake lanzado en iTunes.
Drake luego se unió al resto de la lista del sello en el America's Most Wanted Tour en julio de 2009. Sin embargo, durante una presentación de «Best I Ever Had» en Camden, Nueva Jersey, Drake se cayó en el escenario y se desgarró el ligamento cruzado anterior de la rodilla derecha. Se sometió a una cirugía más tarde ese año.

### 2010-2012: Avance musical conThank Me LateryTake Care

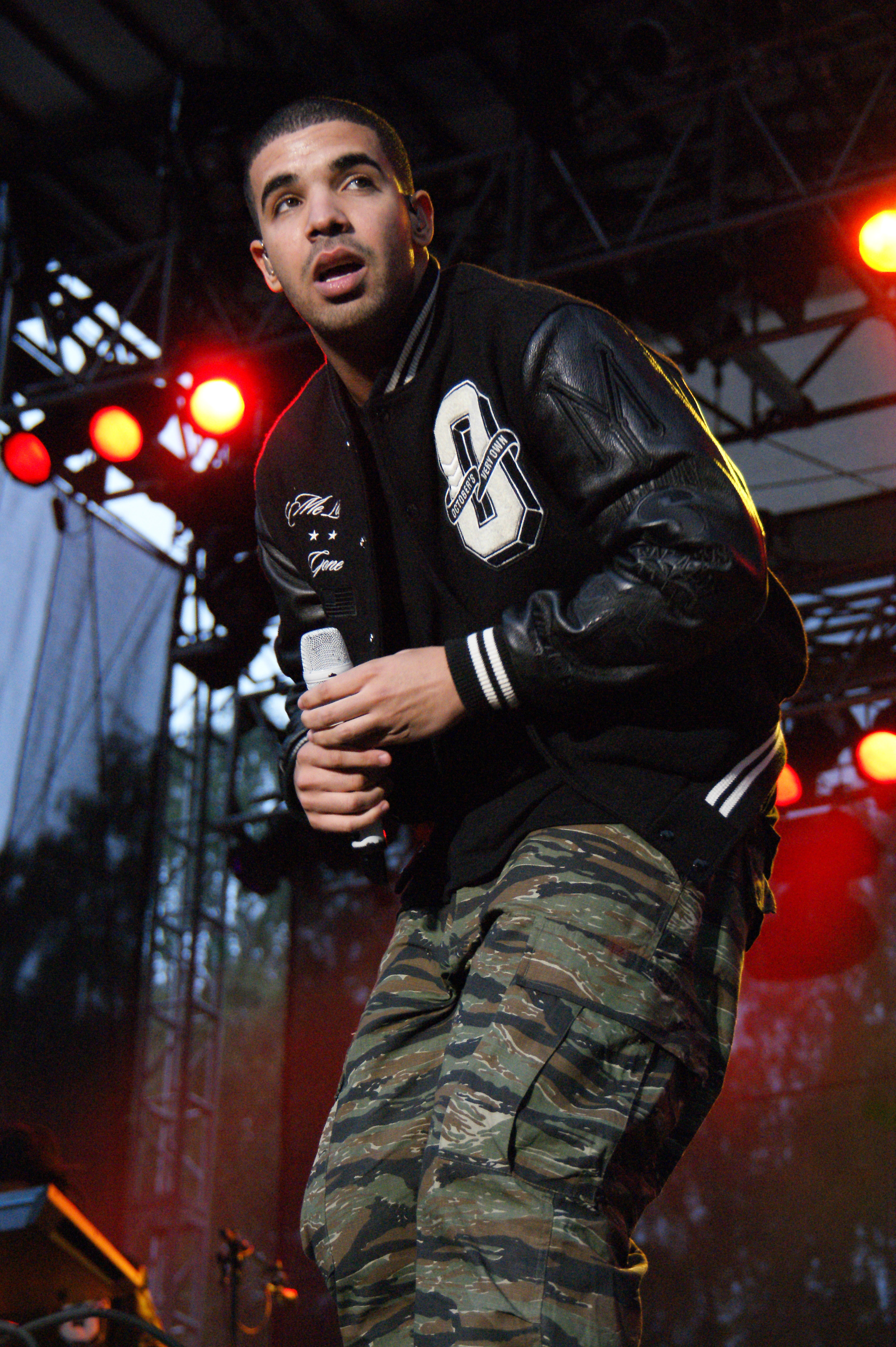
Drake en Bumbershoot en 2010.

Drake planeó lanzar su álbum debut, Thank Me Later, a finales de 2008, pero la fecha de lanzamiento del álbum se pospuso, primero a marzo de 2010 y luego al 25 de mayo de 2010 Young Money y Universal Motown publicaron una declaración de que el álbum se había retrasado nuevamente tres semanas para su lanzamiento el 15 de junio de 2010.
El 9 de marzo de 2010, Drake lanzó el sencillo debut «Over», que alcanzó el número catorce en el Billboard Hot 100, además de encabezar la lista de canciones de rap. También recibió una nominación a Mejor interpretación rap solista en la 53.ª edición de los Premios Grammy. Su segundo sencillo, «Find Your Love», se convirtió en un éxito aún mayor. Alcanzó el puesto número cinco en el Hot 100 y fue certificado platino por la Recording Industry Association of America (RIAA). El video musical del sencillo fue filmado en Kingston, Jamaica, y fue criticado por el ministro de turismo de Jamaica, Edmund Bartlett. Bartlett condenó la representación de la isla en el video y dijo: «Todos deben tener cuidado, incluidos nuestros artistas creativos, al [mostrar] imágenes de nuestro destino y nuestra gente. La cultura de las armas, aunque no es exclusiva de Jamaica, no está mejorando [la imagen de la isla]». El tercer sencillo y el cuarto sencillo, «Miss Me» y «Fancy» respectivamente, alcanzaron un éxito comercial moderado; sin embargo, este último le valió a Drake su segunda nominación en la 53.ª edición de los premios Grammy a la mejor interpretación de rap de un dúo o grupo. El 29 de abril, se informó que Drake había terminado Thank Me Later durante un espectáculo en Kansas City, Misuri.
Thank Me Later fue lanzado el 15 de junio de 2010, debutando en el número uno en el Billboard 200 con ventas de más de 447.000 copias en su primera semana. Tras el lanzamiento del álbum, 25.000 fanáticos se reunieron en South Street Seaport de la ciudad de Nueva York para un concierto gratuito organizado por Drake y Hanson, que luego fue cancelado por la policía después de que se produjo un alboroto debido a la multitud desbordante. El álbum se convirtió en el álbum debut más vendido de cualquier artista en 2010, y contó con Lil Wayne, Kanye West, y Jay Z.
Pronto se anunció que Drake tendría un papel destacado en el videojuego de ciencia ficción militar, Gears of War 3. Estaba programado para interpretar el papel de Jace Stratton, pero los conflictos de programación con su próxima gira Away from Home Tour se lo impidieron de aceptar el papel. Comenzó la gira el 20 de septiembre de 2010 en Miami, Florida, actuando en 78 espectáculos en cuatro tramos diferentes. Concluyó en Las Vegas en noviembre de 2010. Debido al éxito de la gira Away from Home, Drake organizó el primer Festival OVO en 2010. Pronto se convertiría en un evento regular durante el verano, con el Anfiteatro Molson en Toronto como anfitrión del festival en su ciclo anual. Drake también realizó una gira universitaria ecológica para apoyar el álbum, comenzando con la Universidad del Este de Illinois en Charleston, Illinois. Concluyó en Plymouth, New Hampshire el 8 de mayo y también actuó en The Bamboozle el 1 de mayo.
Comenzando su segundo esfuerzo en el otoño de 2010, Drake anunció sus intenciones de permitir que Noah «40» Shebib se encargara de la mayor parte de la producción y grabara un sonido más cohesivo que en Thank Me Later, que presentaba tareas de producción dispares por parte de Shebib y otros. En noviembre de 2010, Drake reveló que el título de su próximo álbum de estudio sería Take Care. En comparación con su álbum debut, Drake reveló a Y.C Radio 1 que Thank Me Later fue un álbum apresurado y afirmó: «No pude tomarme el tiempo que quería en ese disco. Apresuré muchas de las canciones y sónicamente, no pude sentarme con el disco y decir: 'Debería cambiar este verso'. Una vez que estaba hecho, estaba hecho. Es por eso que mi nuevo álbum se llama Take Care, porque puedo tomarme mi tiempo en esta ronda». Drake buscó expandirse en el sonido de bajo tempo, sensual y oscuro. estética de Thank Me Later. Principalmente un álbum de hip hop, Drake también intentó incorporar R&B y pop para crear un sonido lánguido y grandioso.

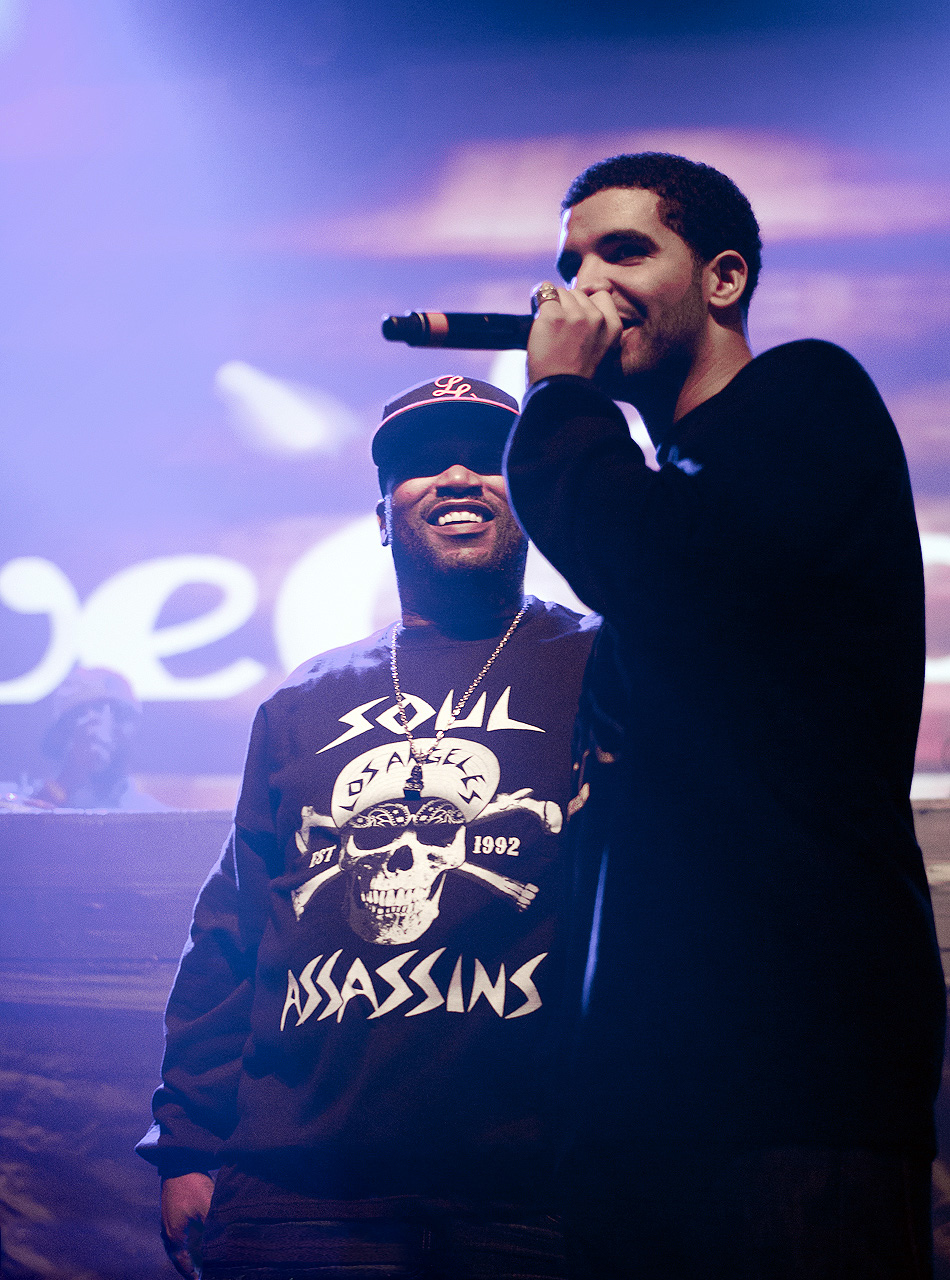
Drake cantando con Bun B en 2011.

En enero de 2011, Drake estaba en negociaciones para unirse a Eva Green y Susan Sarandon como miembro del elenco en Arbitrage de Nicholas Jarecki, antes de finalmente decidir no protagonizar la película para centrarse en el álbum. «Dreams Money Can Buy» y «Marvins Room» se publicaron en el Very Own Blog de octubre de Drake, el 20 de mayo y el 9 de junio, respectivamente. Actuando como sencillos promocionales de Take Care, el primero finalmente no se incluyó en la lista final de canciones del álbum, mientras que «Marvins Room» obtuvo la certificación oro de la RIAA, además de alcanzar el puesto 21 en el Billboard Hot 100, y alcanzar el top 10 de la lista Hot R&B/Hip-Hop Songs, junto con una amplia reproducción en la radio urbana contemporánea. Drake pronto lanzaría el video musical de la canción el 28 de junio.
«Headlines» fue lanzado el 9 de agosto como el sencillo principal de Take Care. Recibió una respuesta crítica y comercial positiva, alcanzando el número trece en el Hot 100, además de convertirse en su décimo sencillo en llegar a la cima de Billboard Hot Rap Songs, convirtiendo a Drake en el artista con más sencillos número uno en la lista, con 12. Finalmente fue certificado platino tanto en los Estados Unidos como en Canadá. El video musical del sencillo se lanzó el 2 de octubre y preveía que Drake interpretaría la canción durante el segundo intermedio del 59.º Juego de Estrellas de la Liga Nacional de Hockey en enero de 2012. «Make Me Proud» fue lanzado como el segundo sencillo del álbum el 16 de octubre. Fue el último sencillo que se lanzó antes del lanzamiento del álbum y debutó en el número 97 en el Billboard Hot 100. La canción alcanzó el número nueve la semana siguiente, empatando el récord del salto más grande en el Billboard Hot 100 para un artista masculino, con 88. «Make Me Proud» pronto se convirtió en el cuarto sencillo consecutivo de Drake en recibir la certificación platino de la RIAA.
Antes del lanzamiento del álbum, Drake planeó grabar un álbum colaborativo con Lil Wayne; sin embargo, finalmente se eliminó debido al éxito de Watch the Throne. También comenzó colaboraciones con Rick Ross para un mixtape titulado Y.O.L.O., pero el dúo decidió no participar en el proyecto a favor de una mayor preocupación por sus respectivos álbumes de estudio. Aunque en 2021, Ross declaró que todavía es posible un álbum conjunto, ya que lo discutieron casualmente.

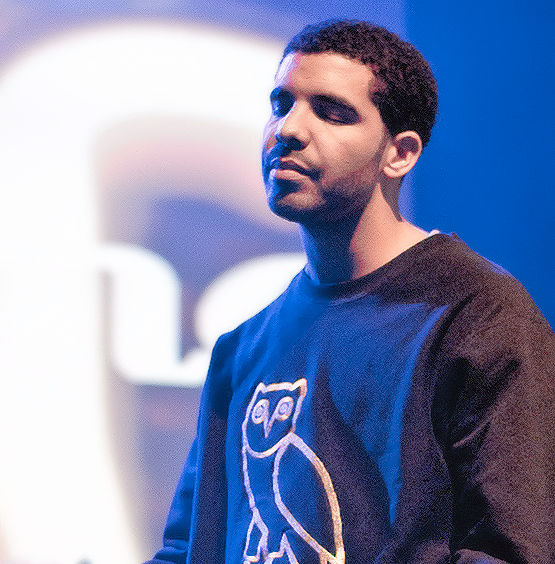
Drake durante una actuación en Toronto en 2011.

Take Care fue lanzado el 15 de noviembre de 2011 y recibió críticas generalmente positivas de los críticos musicales. John McDonnell de NME lo denominó «una obra maestra conmovedora» y elogió su «sonido delicado y melifluo y sus letras emotivas y sinceras». Ryan Dombal de Pitchfork descubrió que las "habilidades técnicas" de Drake habían mejorado y afirmó: las preocupaciones se han vuelto más ricas, al igual que la música que las respalda". Andy Hutchins de The Village Voice lo llamó «un paquete cuidadosamente elaborado de sentimientos contradictorios de un rapero conflictivo que explora sus propias neurosis de una manera tan convincente como cualquiera que no se nombre Kanye West». El escritor del Chicago Tribune, Greg Kot, elogió la profundidad de los «psicodramas morales« de Drake y afirmó: «Lo mejor afirma que Drake está dando forma a una personalidad pop con poder de permanencia». También ganó el Premio Grammy al mejor álbum de rap en la 55.ª edición de los Premios Grammy, y logró un gran éxito comercial, y finalmente la RIAA lo certificó cuádruple platino en 2016, con ventas del álbum de 2,6 millones en los Estados Unidos.
El tercer y cuarto sencillo del álbum, «The Motto» y «Take Care», fueron lanzados el 29 de noviembre de 2011 y el 21 de febrero de 2012, respectivamente. Cada canción estuvo sujeta al éxito comercial, al mismo tiempo que tuvo un gran impacto social, con «The Motto» acreditado por popularizar la frase «YOLO» en los Estados Unidos. El video musical de «Take Care» fue aclamado ampliamente, y MTV declaró: «Ninguno de sus contemporáneos, ni siquiera el siempre obtuso Kanye [West], hace videos como este, principalmente porque nadie más puede salirse con la suya». El video recibió cuatro nominaciones en los MTV Video Music Awards de 2012 a Mejor video masculino, Mejor dirección de arte, Mejor fotografía y Video del año. La canción también apareció en la lista de «Canciones pop que debes escuchar» del canal de 2011. «HYFR» fue el último sencillo que se lanzó del álbum y obtuvo la certificación oro. También ganó el MTV Video Music Award al mejor video de hip-hop en 2012, y el canal lo clasificó en el puesto número dos en su lista de «Mejores MC en el juego».
El 5 de agosto de 2012, Drake lanzó «Enough Said», interpretada por la artista estadounidense Aaliyah con voces adicionales proporcionadas por él mismo. Originalmente grabado antes de la muerte del cantante en un accidente aéreo en 2001, Drake luego terminó la canción con el productor «40». «Enough Said» fue lanzado por Blackground Records a través de su cuenta de SoundCloud el 5 de agosto de 2012. Fue enviado a estaciones de radio urbanas y rítmicas estadounidenses el 21 de agosto. La canción se ubicó en el puesto 55 de Billboard Hot R&B/Hip-Hop Songs.
En la promoción de su segundo álbum, Drake se embarcó en el Club Paradise Tour mundial. Se convirtió en la gira de hip hop más exitosa de 2012, recaudando más de $42 millones. Luego volvió a actuar, protagonizando Ice Age: Continental Drift como Ethan.

### 2013-2015:Nothing Was the SameyIf You're Reading This It's Too Late
Durante la etapa europea del Club Paradise Tour, Drake habló en una entrevista afirmando que había comenzado a trabajar en su tercer álbum de estudio. Tras revelar sus intenciones de permanecer con 40 como productor ejecutivo del álbum, Drake habló con cariño sobre Jamie xx, con la esperanza de incluir y expandir la influencia del productor británico en su próximo álbum. Drake también había revelado que el álbum diferiría estilísticamente de Take Care, partiendo de la producción ambiental y las letras abatidas que prevalecían anteriormente.
En enero de 2013, Drake anunció que lanzaría el primer sencillo de su tercer álbum al final de la 55.ª edición de los Premios Grammy. A pesar de un retraso inicial, se lanzó a raíz de su victoria por el Premio Grammy al mejor álbum de rap en el evento, y previó que Drake anunciara Nothing Was the Same como el título de su tercer álbum. El segundo sencillo del álbum, «Hold On, We're Going Home», fue lanzado en agosto de 2013, convirtiéndose en el sencillo más exitoso del álbum, alcanzando el puesto número uno en la lista Hot R&B/Hip-Hop Songs de Billboard. Drake buscó inspiración en la serie de televisión Miami Vice de la década de 1980 durante la composición del video musical de la canción, incorporando los elementos dramáticos que se ven en el programa en camino a ganar su segundo MTV Video Music Award en 2014 por el video. Drake apareció en Tonight Show Starring Jimmy Fallon, interpretando el tercer sencillo del álbum, «Too Much», junto al artista destacado Sampha.
Nothing Was the Same fue lanzado el 24 de septiembre de 2013, debutando en el número uno en el Billboard 200 de Estados Unidos, con 658 000 copias vendidas en su primera semana de lanzamiento. El álbum debutó en la cima de las listas en Canadá, Dinamarca, Australia y el Reino Unido. El álbum también disfrutó de críticas generalmente favorables por parte de los críticos de música contemporánea, elogiando el cambio musical en términos de tono y tema, comparándolo con el cambio distintivo mostrado en 808s & Heartbreak de Kanye West. También se informó que el álbum vendió más de 1.720.000 copias en los Estados Unidos y fue promocionado aún más por «Would You like a Tour?» desde finales de 2013 hasta principios de 2014. Se convirtió en la vigésima segunda gira más exitosa del año, con una recaudación estimada de $46 millones. Drake luego volvió a actuar en enero de 2014, presentando Saturday Night Live, además de servir como invitado musical. Su versatilidad, capacidad de actuación y sincronización cómica fueron elogiados por los críticos, describiéndolo como lo que «lo mantuvo a flote durante las duras y turbias aguas de SNL». Drake también actuó en Dubái, siendo uno de los pocos artistas que actuó en la ciudad. A fines de 2014, Drake anunció que comenzó a grabar sesiones para su cuarto álbum de estudio.
En 2014, Drake actuó en español como artista destacado en la canción «Odio» de Romeo Santos. También apareció en un remix de «Tuesday» de ILoveMakonnen, que alcanzó el puesto número uno en la lista rítmica de Billboard y el número doce en Hot 100, y lanzó «0 to 100 / The Catch Up» como sencillo que no forma parte del álbum. Este último fue doble platino en los Estados Unidos.
El 12 de febrero de 2015, Drake lanzó If You're Reading This It's Too Late en iTunes sin previo aviso. A pesar del debate sobre si se trataba de un álbum o un mixtape, su postura comercial lo cuantifica como su cuarto proyecto minorista con Cash Money Records, un esquema que se rumoreaba permitiría a Drake dejar el sello. Sin embargo, finalmente permaneció con Cash Money, y If You're Reading This It's Too Late vendió más de 1 millón de unidades en 2015, lo que convirtió a Drake en el primer artista con un proyecto de platino en 2015, así como en el cuarto en general.

### 2015-2017:What a Time to Be Alive,Views, yMore Life
El 31 de julio de 2015, Drake lanzó cuatro sencillos: «Back to Back», «Charged Up», «Hotline Bling» y «Right Hand». El 20 de septiembre de 2015, Drake lanzó un mixtape colaborativo con Future, que se grabó en Atlanta en poco menos de una semana. What a Time to Be Alive debutó en el número uno en el Billboard 200, convirtiendo a Drake en el primer artista de hip hop en tener dos proyectos que alcanzan el número uno en el mismo año desde 2004. Más tarde, la Recording Industry Association of America (RIAA) certificó platino por ventas combinadas, transmisión y ventas de pistas equivalentes a más de 1 millón de unidades. Drake también apareció en la portada de The Fader para su número 100. Drake anunció en enero de 2016 que su cuarto álbum de estudio se lanzaría durante la primavera, lanzando el sencillo promocional «Summer Sixteen» más tarde ese mes. El álbum se tituló originalmente Views from the 6, pero luego se acortó a Views. «Summer Sixteen» debutó en el número seis en el Billboard Hot 100 de Estados Unidos, y resultó controvertido, con Drake comparando su posición en el hip hop con artistas más titulares. Este movimiento dividió a muchos críticos de música contemporáneos, describiendo su autocomparación como «muy descarada» o «convencionalmente irrespetuosa». También se interpretó como una pista negativa hacia Tory Lanez, quien no estaba contento con Drake por popularizar el término «The Six» al referirse a Toronto.
Drake pronto lanzó los sencillos principales del álbum, «Pop Style» y «One Dance», con infusión de dancehall, el 5 de abril. Ambos debutaron dentro del top 40 del Billboard Hot 100; sin embargo, el último resultó más comercialmente exitoso, con «One Dance» convirtiéndose en el primer sencillo número uno de Drake en Canadá y los Estados Unidos como artista principal. El sencillo también se convirtió en el primer sencillo número uno de Drake como artista principal en el Reino Unido y alcanzó el puesto número uno en Alemania, Francia, Australia, Brasil, Suecia, Bélgica, Noruega y los Países Bajos. Durante un episodio de OVO Sound Radio, Drake confirmó la fecha de lanzamiento del álbum el 29 de abril y lo siguió con varios videos promocionales. El 15 de octubre, «One Dance» se convirtió en la canción más reproducida de Spotify, acumulando más de 882 millones de reproducciones hasta octubre de 2016.

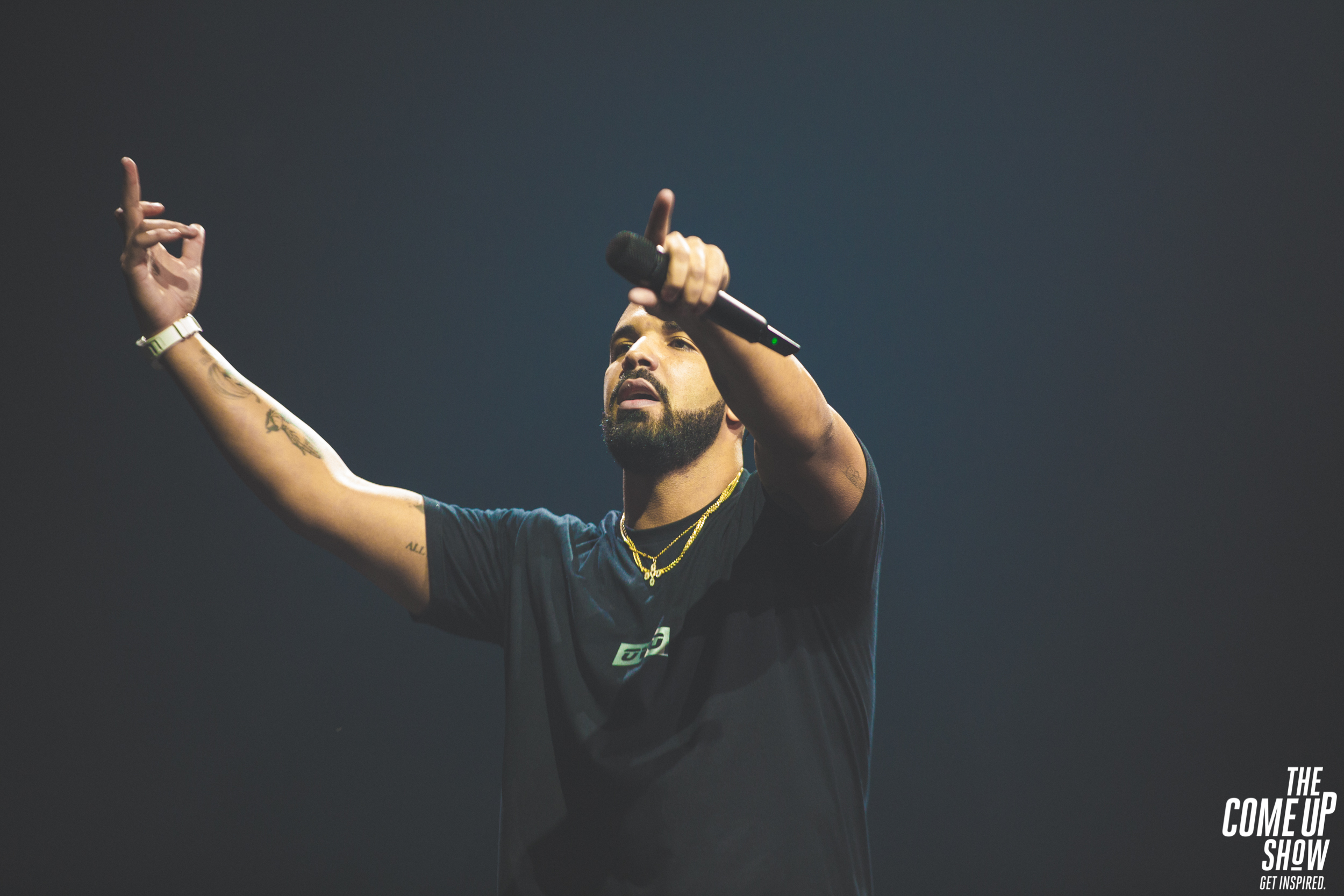
Drake cantando en el Summer Sixteen Tour en Toronto en 2016.

Views se preestrenó en Londres antes de su estreno en Beats 1 un día después. Fue lanzado como exclusivo de Apple Music e iTunes el 29 de abril antes de estar disponible para otras plataformas más tarde esa semana. Views se convertiría en el álbum de mayor éxito comercial de Drake, situándose en la cima del Billboard 200 durante diez semanas no consecutivas, además de liderar simultáneamente el Billboard Hot 100 y el Billboard 200 durante ocho semanas. También logró el estado de doble platino en los Estados Unidos y obtuvo más de 1 millón de unidades equivalentes a álbumes en la primera semana de su lanzamiento, además de obtener más de 500 millones de reproducciones totales del álbum. A pesar de su éxito, la opinión crítica sobre el álbum permaneció muy dividida, atrayendo críticas por ser demasiado largo y carente de un tema cohesivo, al tiempo que afirmaba que Drake no se desafiaba a sí mismo artísticamente, a diferencia de sus contemporáneos. Más tarde estrenó un cortometraje titulado Please Forgive Me, protagonizado por las modelos gemelas suecas Elizabeth y Victoria Lejonhjärta, que son colaboradoras frecuentes de él. A partir de 2019, Views sigue siendo el álbum más vendido de Drake en ventas puras.
Drake volvió a presentar Saturday Night Live el 14 de mayo, sirviendo como invitado musical del programa. Más tarde, Drake fue nombrado miembro de Forbes Five, que clasifica a los artistas más ricos del hip-hop, ocupando el quinto lugar después de Birdman, Jay Z, Dr. Dre y Diddy, respectivamente. Drake y Future luego anunciaron el Summer Sixteen Tour para mostrar su mixtape colectivo, así como sus respectivos álbumes de estudio. Esto marcó la tercera gira conjunta de Drake, que comenzó en Austin, Texas, el 20 de julio. El 23 de julio, Drake anunció que estaba trabajando en un nuevo proyecto, programado para ser lanzado a principios de 2017, y luego fue nombrado como el acto principal del Festival de Música iHeartRadio 2016. Sin embargo, las últimas fechas del Summer Sixteen Tour se pospusieron debido a que Drake sufrió una lesión en el tobillo. Según Pollstar, se reveló que el Summer Sixteen Tour es la gira de hip-hop con mayor recaudación de todos los tiempos, con una recaudación de 84,3 millones de dólares en 56 fechas entre julio y octubre de 2016. Esto destronó el récord anterior de 75,6 millones de dólares en 63 fechas para el Watch the Throne Tour.
Durante el Festival OVO de 2016, Kanye West confirmó que él y Drake habían comenzado a trabajar en un álbum colaborativo. Poco después, se lanzó el video musical de «Child's Play», que muestra a Drake y Tyra Banks interpretando a una pareja que enfrenta problemas de relación en Cheesecake Factory en una referencia a una de las letras de la canción. El 26 de septiembre, Please Forgive Me fue lanzado como exclusivo de Apple Music. Duró un total de 25 minutos y presentó música de Views. En los Premios BET Hip-Hop de 2016, Drake recibió la mayor cantidad de nominaciones, con 10, ganando los premios por Álbum del año y mejor video de hip-hop. Drake anunció más tarde el Boy Meets World Tour el 10 de octubre, con veintiséis fechas anunciadas para el transcurso de la gira en Europa. Se agregaron siete fechas adicionales un día después debido a la abrumadora demanda.

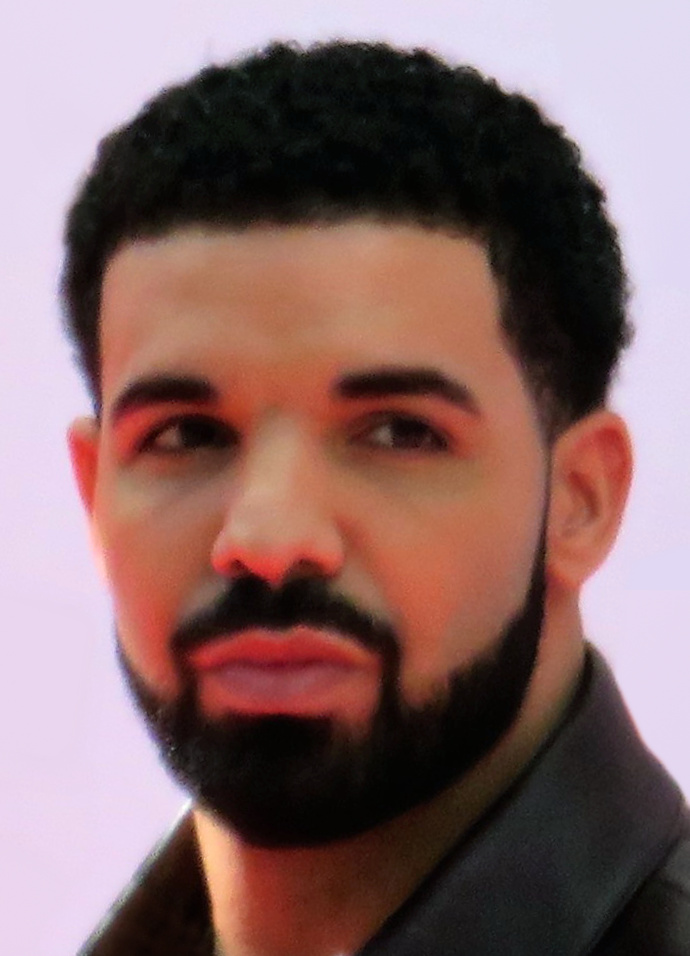
Drake en el estreno de The Carter Effect en el Festival Internacional de Cine de Toronto de 2017.

Poco después, durante un episodio de OVO Sound Radio, Drake confirmó que lanzaría un proyecto titulado More Life en diciembre. Sin embargo, más tarde retrasó la fecha al año nuevo. El proyecto se describió como una «lista de reproducción de música original», en lugar de clasificarse como un mixtape tradicional o un álbum en solitario. Más tarde se reveló que era el artista con más reproducciones de Spotify por segundo año consecutivo en 2016, acumulando un total de 4700 millones de reproducciones para todos los proyectos en el servicio, que es más del doble de la cantidad de reproducciones que tuvo en 2015. Drake más tarde aseguró su segundo y tercer premio Grammy, ganando por Mejor interpretación de rap/cantada y mejor canción rap en la 59.ª edición de los Premios Grammy. A pesar de los múltiples contratiempos, Drake anunció que More Life se lanzaría el 18 de marzo de 2017 a través de una serie de múltiples videos comerciales publicados a través de Instagram. Tras su lanzamiento, More Life recibió críticas en su mayoría positivas y debutó en la cima del Billboard 200, ganando 505.000 unidades equivalentes a álbumes en su primera semana. También estableció un récord de transmisión, convirtiéndose en el álbum más reproducido en 24 horas, con un total de 89,9 millones de reproducciones solo en Apple Music. El álbum también obtuvo 61,3 millones de transmisiones en Spotify, destronando a ÷ de Ed Sheeran como la apertura más alta en el servicio en un solo día. Más tarde ganó 13 premios en los Billboard Music Awards de 2017 en mayo, en los que rompió el récord de la mayor cantidad de victorias en un solo espectáculo. Billboard también informó que Drake había estado presente en la lista Hot 100 durante ocho años consecutivos y tiene la mayor cantidad de entradas registradas por un artista en solitario. Más tarde se negó a presentar More Life para su consideración en los Premios Grammy de 2018, debido a su disgusto por el hecho de que «Hotline Bling» fuera «encasillado» en la categoría de rap.
Luego lanzó el sencillo «Signs» el 24 de junio, además de reunirse con Metro Boomin en un sencillo con Offset. Los sencillos marcaron sus primeros lanzamientos desde More Life, con «Signs» que se lanzó inicialmente como una colaboración entre Drake y la casa de moda francesa Louis Vuitton, como parte del desfile de moda «Louis Vuitton Men's Spring-Summer 2018».
Drake presentó los primeros premios anuales de la NBA el 26 de junio y protagonizó varios comerciales junto a su padre en la promoción de Virginia Black. Drake también apareció en el documental The Carter Effect, en honor a la carrera de baloncesto de Vince Carter, quien fue el primer jugador superestrella en jugar para los Toronto Raptors desde el inicio de la franquicia en 1995. El documental también contó con los jugadores de la NBA Chris Bosh, Tracy McGrady, Steve Nash y LeBron James.

### 2018-2019:ScorpionyCare Package; volver a la televisión
Después de que circularan rumores de que Drake posiblemente colaboraría con varios artistas, incluido el rapero Trippie Redd y el productor Pi'erre Bourne, para su nuevo álbum de estudio, se filtraron varios fragmentos de canciones cerca del final de 2017. Más tarde se lanzarían dos canciones como miembros de un mini EP, titulado Scary Hours, el 20 de enero de 2018, marcando el primer lanzamiento en solitario de Drake desde More Life, así como su primera aparición en cualquier canción después de aparecer en un remix de la canción de Jay-Z «Family Feud» con Lil Wayne, como sencillo principal del mixtape Dedication 6: Reloaded. Scary Hours presentó las canciones «Diplomatic Immunity» y «God's Plan», que debutaron entre los diez primeros, y la última finalmente rompió varios récords de transmisión al debutar en el número uno en el Billboard Hot 100 de Estados Unidos. La canción fue la primera canción de Drake como solista en alcanzar el número uno, así como su segundo éxito en las listas como artista principal.
Drake obtuvo su entrada número 70 entre los 40 principales después de aparecer en la canción de Migos «Walk It Talk It», que debutó en el número dieciocho y alcanzó el puesto diez. Más tarde apareció en el sencillo debut de BlocBoy JB «Look Alive», que se lanzó el 9 de febrero de 2018. La entrada de la canción en el número seis en el Hot 100 convirtió a Drake en el rapero con la mayor cantidad de éxitos entre los 10 primeros en el Hot 100, con 23. Luego apareció en un remix de «Lemon», una canción lanzada originalmente como una colaboración entre la banda N.E.R.D y Rihanna. El 5 de abril, Drake anunció que estaba terminando su quinto álbum de estudio y que lanzaría un sencillo más tarde esa noche. El 6 de abril, se lanzó «Nice for What», junto con un video musical dirigido por Karena Evans, que presentaba a varias celebridades femeninas.
Después de que «Nice for What» reemplazó a su propio «God's Plan» en el Billboard Hot 100 en el número uno, convirtiéndolo en el primer artista en tener un nuevo debut número uno en reemplazo de su anterior debut número uno, Drake anunció el título de su quinto álbum de estudio como Scorpion, con una fecha de lanzamiento prevista para el 29 de junio de 2018. Luego lanzó «I'm Upset» el 26 de mayo como el tercer sencillo del álbum. Luego, Scorpion se lanzó como un álbum doble y marcó el proyecto más largo de Drake, con una duración de poco menos de 90 minutos. El álbum rompió los récords mundiales de un día en Spotify y Apple Music, ya que obtuvo 132,45 millones y 170 millones de reproducciones en cada servicio de transmisión, respectivamente. Finalmente vendió 749 000 unidades equivalentes a álbumes en su primera semana de ventas y debutó en el número uno en el Billboard 200. En 2018, artículos de The Guardian y Rolling Stone lo llamaron «la estrella del pop definitiva de su generación» y «quizás [la] mayor estrella pop masculina posterior a Justin Timberlake del nuevo milenio», respectivamente.
Poco después, Drake colaboró con la promoción británica de hip hop Enlace Up TV el 7 de julio, lanzando un estilo libre como parte del segmento 'Behind Barz' para la serie británica Top Boy, antes de lanzar otro estilo libre una semana más tarde después de aparecer en el programa Fire in the Booth de Charlie Sloth en BBC Radio 1Xtra. Drake luego obtuvo su sexto éxito número uno con «In My Feelings» el 21 de julio, que también generó el viral «#InMyFeelingsChallenge» o «#KiKiChallenge». El éxito de «In My Feelings» también convirtió a Drake en el poseedor del récord de más éxitos número uno entre los raperos. Poco después, lanzó el video musical de «Nonstop», que fue filmado en Londres durante su actuación sorpresa en el Festival Wireless.
Luego apareció en el álbum Astroworld de Travis Scott, con voces no acreditadas para su canción «Sicko Mode», que alcanzó el puesto número uno en el Billboard Hot 100. Drake anunció en julio de 2018 que planeaba «tomarse de 6 meses a un año» para regresar a la televisión y al cine, produciendo las series de televisión Euphoria y Top Boy. Luego comenzó la gira Aubrey & the Three Migos Tour con los co-cabezas de cartel Migos el 12 de agosto. Esto precedió a una colaboración con Bad Bunny titulada «Mia», que contó con Drake actuando en español. Posteriormente, recibió el premio Hot Ticket Performer en los BET Hip Hop Awards de 2018 el 16 de octubre. Durante una presentación en Edmonton el 7 de noviembre, Drake anunció su intención de comenzar a componer su próximo proyecto a principios de 2019.
En febrero de 2019, recibió su cuarto premio Grammy a la mejor canción de rap, por «God's Plan», en la 61.ª edición de los Premios Grammy. Durante su discurso, los productores cortaron abruptamente una pausa comercial, lo que llevó a los espectadores a especular que estaban censurando su discurso durante el cual criticó a The Recording Academy. Luego, un representante legal de la academia emitió un comunicado en el que decía que «una pausa natural [llevó] a los productores [a] asumir que había terminado y pasó al comercial», y agregó que la organización le ofreció la oportunidad de volver al escenario, pero él se negó.
El 14 de febrero, Drake relanzó su tercer mixtape, So Far Gone, en los servicios de transmisión por primera vez para conmemorar su décimo aniversario, y luego colaboró con Summer Walker en un remix de la canción de Walker «Girls Need Love», marcando su primer lanzamiento de 2019. El 10 de abril, durante una presentación en el Assassination Vacation Tour, anunció que estaba trabajando en un nuevo álbum. El 8 de junio, Drake apareció en el sencillo «No Guidance» de Chris Brown. El 15 de junio, Drake lanzó dos canciones, «Omertà» y «Money in the Grave», en su EP The Best in the World Pack para celebrar la victoria del Campeonato de la NBA de los Toronto Raptors. El 2 de agosto, lanzó el álbum recopilatorio Care Package, que consta de canciones lanzadas entre 2010 y 2016 que inicialmente no estaban disponibles para su compra o transmisión comercial; debutó en el número uno en el Billboard 200.

### 2019-2021: Cintas de demostración deDark LaneyCertified Lover Boy
Drake lanzó la canción «War» el 24 de diciembre de 2019, con un video musical adjunto, que fue ampliamente conocido por su instrumental inspirado en el drill del Reino Unido. Al día siguiente, en una entrevista con Rap Radar, se reveló que estaba en proceso de completar su sexto álbum de estudio. El 10 de enero de 2020, Drake colaboró con Future en la canción «Life is Good», que apareció en el álbum High Off Life. El 31 de enero, la pareja volvió a colaborar en la canción «Desires», aunque fue lanzada de forma gratuita después de ser filtrada. El 29 de febrero, Drake lanzó las canciones «When to Say When» y «Chicago Freestyle» con un video musical combinado. El 3 de abril, lanzó «Toosie Slide» con un video musical, que presenta un baile creado en colaboración con el influencer de las redes sociales Toosie. Debutó en el número uno en el Billboard Hot 100, convirtiendo a Drake en el primer artista masculino en tener tres canciones debutando en el número uno.
El 1 de mayo de 2020, Drake lanzó el mixtape comercial Dark Lane Demo Tapes, con apariciones especiales de Chris Brown, Future, Young Thug, Fivio Foreign, Playboi Carti y Sosa Geek. También anunció que su sexto álbum de estudio se lanzaría en el verano de 2020. El mixtape es una compilación de nuevas canciones y pistas que se filtraron en Internet. Recibió críticas mixtas y debutó en el número dos en el Billboard 200 de Estados Unidos con 223 000 unidades equivalentes a álbumes y en el número uno en la lista de álbumes del Reino Unido, ganando 20 000 unidades en su primera semana.
El 17 de julio, Drake apareció en los sencillos «Greece» y «Popstar» de DJ Khaled, debutando en el número ocho y tres en el Billboard Hot 100, respectivamente, convirtiéndose en los debuts 24 y 25 de Drake en el top 10 del Hot 100, lo que amplía el récord. También se convirtió en sus 39 y 40 entradas entre los diez primeros del Hot 100, rompiendo el récord de Madonna de más éxitos entre los diez primeros del Hot 100. El 20 de julio, Drake y Headie One lanzaron la pista de ejercicios «Only You Freestyle», convirtiéndola en la tercera canción inspirada en ejercicios que lanzó en 2020, después de «War» y «Demons», que aparecen en Dark Lane Demo Tapes. El 14 de agosto, se lanzó «Laugh Now Cry Later» con Lil Durk, que pretendía ser el sencillo principal del álbum de Drake Certified Lover Boy, pero no se incluyó en la lista final de canciones. Debutó en el número dos en el Hot 100 y fue nominado a Mejor interpretación de rap melódico y mejor canción de rap en la 63.ª edición de los Premios Grammy.
El 3 de septiembre se lanzó el video de «Popstar», en el que Drake hace un cameo. El 2 de octubre, Drake fue la única aparición especial en el álbum Anniversary (2020) de Bryson Tiller, en la canción «Outta Time». Posteriormente apareció en el remix de «You're Mines Still», junto a Yung Bleu el 16 de octubre; poco más de una semana después, en su cumpleaños número 34, Drake anunció que Certified Lover Boy se lanzaría en enero de 2021. Posteriormente, esto se retrasó hasta una fecha no especificada después de que sufriera una lesión en la rodilla que requirió cirugía.
El 1 de diciembre, se reunió con Lil Wayne en «B.B. King Freestyle», el sencillo principal del mixtape de dos discos de este último No Ceilings 3 (2020). En enero de 2021, Drake se convirtió en el primer artista en superar los 50 000 millones de reproducciones combinadas en Spotify. Más tarde colaboró con Drakeo the Ruler en el sencillo «Talk to Me», que se lanzó el 23 de febrero. El 5 de marzo, Drake lanzó un EP titulado Scary Hours 2, que incluye tres canciones: «What's Next», «Wants and Needs» con Lil Baby y «Lemon Pepper Freestyle» con Rick Ross. Estas tres canciones ingresaron a las listas en los números uno, dos y tres, respectivamente, convirtiendo a Drake en el primer artista en tener tres canciones debutando entre las tres primeras en el Billboard Hot 100. Luego apareció en el sencillo «Solid» de la compilación Slime Language 2 de YSL Records, junto a Gunna and Young Thug. «Solid» originalmente estaba destinado a aparecer en Certified Lover Boy y solo presentaría a Gunna. El 14 de mayo, Drake apareció junto a su mentor Lil Wayne en «Seeing Green» de su excompañera de sello Nicki Minaj, una nueva canción en el relanzamiento en streaming de su mixtape de 2009 Beam Me Up Scotty. Dos semanas después, fue nombrado Artista de la década en los Billboard Music Awards de 2021. El 12 de junio, apareció en «Having Our Way» de Migos, del tercer álbum de estudio del grupo, Culture III (2021), y el 1 de julio, colaboró con Brent Faiyaz y The Neptunes en la canción «Wasting Time». El 23 de julio, Drake apareció en «Over the Top» con Smiley, el nuevo miembro de OVO Sound.
Durante una aparición en Fri Yiy Friday, un programa de radio respaldado por OVO Sound, Drake reveló que Certified Lover Boy «está listo. [Estoy] ansioso por entregarlo». Luego apareció en «Betrayal», una colaboración con Trippie Redd para Trip at Knight (2021). Luego, Certified Lover Boy se lanzó el 3 de septiembre de 2021, convirtiéndose en su décimo álbum número uno en el Billboard 200; cada canción debutó en el Billboard Hot 100, mientras que el álbum fue el primero en ubicar nueve canciones en el top 10, con «Way 2 Sexy» convirtiéndose en el noveno sencillo número uno de Drake. Posteriormente estableció el récord de la cuarta mayor cantidad de semanas acumuladas (52) en el número uno en el Hot 100, detrás de Mariah Carey (84), Rihanna (60) y The Beatles (59). Recibió una nominación a Mejor acto global en los All África Music Awards de 2021 y apareció en Punk (2021) de Young Thug, con la canción «Bubbly». El 22 de octubre, Drake apareció en «Stars Align» de Majid Jordan, el sencillo principal del tercer álbum de la banda, Wildest Dreams. Dos semanas después, el 5 de noviembre, Drake lanzó un video musical en blanco y negro con temática de terror para «Knife Talk», el tercer sencillo de Certified Lover Boy, con apariciones destacadas de 21 Savage y Project Pat.
El 6 de noviembre debutó con la canción «Give It Up» en OVO Sound Radio. Certified Lover Boy fue nominado a Mejor álbum de rap y «Way 2 Sexy» fue nominado a mejor interpretación de rap en la 64.ª edición de los Premios Grammy. Más tarde fue nombrado Artista principal del año de Billboard para 2021, y fue el cuarto artista con más reproducciones en Spotify durante el año, y el rapero con más reproducciones. El 6 de diciembre, retiró su música para ser considerada para los premios Grammy, y varios medios notaron su polémica relación con la Academia de la Grabación. Drake acumuló 8600 millones de reproducciones bajo demanda en 2021, lo que lo convierte en el artista más reproducido del año en los Estados Unidos; uno de cada 131 streams era una canción de Drake.

### 2022-2023:Honestly, NevermindyHer Loss
El 7 de enero de 2022, Drake fue anunciado como artista destacado en DS4Ever de Gunna; fue incluido en la edición de lujo lanzada una semana después. El 17 de enero, Drake anunció otra colaboración con DJ Khaled; Según los informes, esto se grabó en junio y finalmente se lanzó con Lil Baby el 5 de agosto como «Staying Alive», el sencillo principal del decimotercer álbum de estudio de Khaled, God Did (2022). El 3 de marzo, Drake ocupó el cuarto lugar en el ranking de Forbes de los raperos mejor pagados de 2021, con un ingreso estimado antes de impuestos de $50 millones, y luego anunció un regreso a las giras, con dos conciertos «interactivos» esperados en Toronto y en la ciudad de Nueva York. El 23 de marzo, ganó el premio al Artista de hip-hop del año en los iHeartRadio Music Awards de 2022. El 16 de abril, se calculó que Drake generó más transmisiones en 2021 que todas las canciones lanzadas antes de 1980 combinadas; su música acumuló 7910 millones de reproducciones, mientras que las canciones anteriores a 1980 habían generado 6320 millones. Luego, Drake fue confirmado como artista invitado en I Never Liked You (2022) de Future, que aparece en las canciones «Wait for U» junto a Tems y «I'm on One», el primero de los cuales debutó en la cima del Billboard Hot 100, convirtiéndose en la décima canción número uno de Drake y convirtiéndolo en el décimo acto en lograr diez números uno. El 2 de mayo, Jared Krichevsky, diseñador de personajes y criaturas de Warner Bros. Pictures, reveló que el estudio una vez buscó elegir a Drake como Víctor Stone / Cyborg en una serie de televisión sin título, publicando arte conceptual.
En la convocatoria de ganancias del primer trimestre de Universal Music Group el 4 de mayo, se anunció que Drake volvió a firmar con la compañía en un acuerdo multifacético, que incluye grabaciones, publicaciones, mercadería y «proyectos de medios visuales»; aunque no se reveló una cifra oficial, se informó que valía hasta $400 millones, lo que lo convirtió en uno de los contratos de grabación más grandes de la historia. El 16 de junio, Drake anunció su séptimo álbum, Honestly, Nevermind, que se lanzó un día después; en el episodio debut de su programa de radio recientemente lanzado Table for One en Sirius XM, anunció un libro de poesía con el colaborador de escritura frecuente Kenza Samir en 2022, y un lanzamiento aún no determinado de la tercera versión de su serie EP Scary Hours. Honestly, Nevermind vendió 204.000 unidades equivalentes a álbumes en su primera semana, convirtiéndose en el undécimo álbum número uno de Drake en Estados Unidos y convirtiéndolo en el quinto artista con más de 10 álbumes número uno, después de The Beatles (19), Jay-Z (14), Bruce Springsteen y Barbra Streisand (ambos de 11). También fue la cuarta semana de transmisión más grande para cualquier álbum en 2022, después de Un verano sin ti, Mr. Morale & the Big Steppers y I Never Liked You. «Jimmy Cooks» también se convirtió en la undécima canción número uno de Drake en Estados Unidos, aunque la canción «Texts Go Green» empató el récord (en poder de Kendrick Lamar y «We Cry Together» de Taylour Paige) por la mayor caída en una semana en la historia del Billboard Hot 100, cayendo del número 13 al número 94.
El 14 de julio, se anunció que Drake se reuniría con los excompañeros de sello de Young Money, Lil Wayne y Nicki Minaj, en una serie de conciertos exclusiva de Toronto de tres fechas titulada «October World Weekend», el 28 de julio, 29 de julio y 1 de agosto. También presentarán Chris Brown y Lil Baby, y se espera que sea la primera etapa del Road to OVO Fest Tour, una edición mundial de OVO Fest para conmemorar su décimo aniversario. El 29 de julio, Drake se reveló como colaborador en Renaissance (2022) de Beyoncé, coescribiendo la canción «Heated». El 2 de agosto, se lanzó el video musical de «Sticky», el segundo sencillo de Honestly, Nevermind. Después del debut de «Staying Alive» en el Billboard Hot 100 de Estados Unidos, marcó la canción número 30 de Drake en llegar a los cinco primeros en la lista, rompiendo un récord de 55 años de la mayoría de las canciones en llegar a los cinco primeros en la lista (29), en poder de The Beatles. El 5 de octubre de 2022, Drake, junto con SiriusXM, anunció un concierto especial en vivo de dos noches en el Teatro Apoyo de Harlem, Nueva York, para el 11 y 12 de noviembre; primero se retrasó hasta ese diciembre y luego se retrasó hasta enero de 2023, citando retrasos en la producción. Luego, Drake se negó a presentar su música en solitario para su consideración en los Premios Grammy de 2023, negándose a presentar su música para su consideración en los Grammy por segundo año consecutivo. En los premios SOCAN de 2022, Drake ganó el premio al compositor del año.
El 22 de octubre, Drake anunció Her Loss, un álbum colaborativo con 21 Savage que se lanzaría el 28 de octubre; luego se retrasó hasta el 4 de noviembre después de que el productor de Drake, 40, fuera diagnosticado con COVID-19. En los People's Choice Awards de 2022, Drake fue nominado a tres premios: Artista masculino de 2022, Canción de 2022 (por «Wait for U» con Future y Tems) y Canción de colaboración de 2022 (por «Jimmy Cooks» con 21 Savage). Her Loss debutó en la cima del Billboard 200, acumulando ventas en la primera semana de 404 000 unidades equivalentes a álbumes. Ocho de las canciones del álbum debutaron entre los diez primeros en el Billboard Hot 100, extendiendo el récord de Drake para la mayoría de las diez entradas principales, con 67 (con un récord de 49 como artista principal). También es el único artista en registrar ocho diez mejores de un álbum dos veces. El 15 de noviembre, Drake fue nominado a cuatro premios en los Premios Grammy de 2023: Álbum del año (por su escritura sobre Renaissance de Beyoncé), Mejor interpretación de rap melódico (por «Wait for U») y dos por Mejor canción de rap (por «Churchill Downs» con Jack Harlow y «Wait for U»). Un día después, lanzó el video musical de «Rich Flex» de Her Loss.
El 6 de enero de 2023, Drake apareció en «We Caa Done», el sencillo principal del quinto álbum de estudio de Popcaan, Great Is He (2023). En una entrevista ese mismo mes, el productor Metro Boomin reveló que rechazó el verso que Drake grabó para la canción «Trance» de su álbum Heroes & Villains (2022). El 24 de febrero se lanzó el video musical de la canción «Spin Bout U» de Her Loss. Cuatro días después, se anunció que encabezaría el Dreamville Festival de ese año, que se llevaría a cabo el 1 y 2 de abril en Dorothea Dix Park en Raleigh, Carolina del Norte. En febrero de 2023, Drake fue nombrado el acto más reproducido en Spotify. El 2 de abril, se presentó una canción tentativamente titulada «Rescue Me» en The Fry Yiy Show en SiriusXM Radio, que incluía muestras de Kim Kardashian del episodio final de Keeping Up with the Kardashians (2007–2021); fue lanzada cinco días después, oficialmente titulado «Search and Rescue».

## Arte

### Influencias
Drake ha citado a varios artistas de hip hop que influyeron en su estilo de rap, incluidos Kanye West, Jay-Z, MF Doom, y Lil Wayne, al mismo tiempo que atribuye a varios artistas de R&B como influyentes en el incorporación del género en su propia música, incluyendo Aaliyah y Usher. Drake también ha acreditado a varios artistas de dancehall por influir más tarde en su estilo con influencias caribeñas, incluido Vybz Kartel, a quien ha llamado una de sus «mayores inspiraciones».

### Estilo musical
Se considera que Drake es un artista de pop rap. Si bien la música anterior de Drake abarcaba principalmente el hip hop y el R&B, su música se ha adentrado en el pop y el trap en los últimos años. Además, su música ha atraído la influencia de escenas regionales, incluido el dancehall de Jamaica y el drill del Reino Unido. Drake es conocido por sus letras egoístas, habilidad técnica e integración de antecedentes personales cuando se trata de relaciones con mujeres. Sus habilidades vocales han sido elogiadas por un contraste audible entre los ritmos y la melodía típicos del hip-hop, con un rap a veces abrasivo junto con acentos más suaves, entregados con lirismo técnico.
Sus canciones a menudo incluyen cambios audibles en la pronunciación lírica en paralelo con su educación en Toronto y conexiones con países del Caribe y Medio Oriente que incluyen frases como «ting», «tocando camino», «talkin' boasy» y «gwanin' wassy». La mayoría de sus canciones contienen elementos de R&B y hip hop canadiense, y combina el rap con el canto. Le da crédito a su padre por la introducción del canto en sus mixtapes de rap, que se han convertido en un elemento básico en su repertorio musical. Lil Wayne apoyó su incorporación de la melodía en letras técnicamente complejas y, posteriormente, ha sido un componente aclamado por la crítica de los sencillos y álbumes de Drake. El estilo de R&B de Drake se caracteriza por ritmos vacíos y una dicotomía rap-cantada, que también ha tenido un éxito increíble en la corriente principal, generando varios imitadores.
El contenido lírico que despliega Drake generalmente se considera emocional o jactancioso. Sin embargo, Drake es a menudo venerado por incorporar temas «degradantes» de dinero, consumo de drogas y mujeres en contextos más nuevos e idealizados, a menudo logrando esto a través de su aumento del significado típico de frases en las que combina una perspectiva objetiva y subjetiva en una voz. Sus canciones a menudo mantienen la tensión entre «pausa y ritmo, timbre de tono y volumen y fermata vocal». A Drake se le atribuye la innovación de lo que se ha denominado «rap de hiperrealidad», caracterizado por su enfoque en temas de celebridades a diferencia del «mundo real».

## Imagen pública
El tema lírico de Drake, que a menudo gira en torno a las relaciones, ha tenido un uso generalizado en las redes sociales a través de pies de foto para hacer referencia a emociones o situaciones personales. Sin embargo, este contenido ha provocado una recepción mixta por parte de fanáticos y críticos, y algunos lo consideran sensible e inauténtico, rasgos percibidos como antitéticos a la cultura hip hop tradicional. También es conocido por su estilo de vida grande y extravagante, incluidas las fiestas de cumpleaños temáticas de alta gama; mantuvo esta imagen al principio de su carrera alquilando un Rolls-Royce Phantom, que finalmente recibió como regalo en 2021. Cultivó una reputación como jugador exitoso; entre diciembre de 2021 y febrero de 2022, se informó que hizo apuestas por más de $1.000 millones, que incluyeron ganancias que oscilaron entre $354 000 y $7 millones.
La editora de The Washington Post, Maura Judkis, le da crédito a Drake por popularizar la frase «YOLO» en los Estados Unidos con su sencillo «The Motto», que incluye: «Solo se vive una vez: ese es el lema, nigga, YOLO». Drake más tarde popularizó el término «The Six» en 2015 en relación con su ciudad natal, Toronto, convirtiéndose posteriormente en un punto de referencia para la ciudad. El 10 de junio fue declarado «Día de Drake» en Houston. En 2016, Drake visitó la Universidad de Drake después de un espectáculo en Des Moines en respuesta a una extensa campaña de estudiantes en las redes sociales que comenzó en 2009, abogando por su apariencia. Según un informe de Confused.com, la casa de Drake en Toronto fue una de las casas más buscadas en Google en el mundo, registrando más de un millón de búsquedas anuales en 2021; sus características, como su cancha de baloncesto cubierta del tamaño de la NBA y el inodoro Kohler Numi, también han recibido una amplia atención de los medios.
El video musical de «Hotline Bling» se volvió viral debido a los excéntricos movimientos de baile de Drake. El video ha sido remezclado, creado con memes y muy comentado debido a la naturaleza poco convencional de la canción, lo que hizo que ganara popularidad en YouTube y generara varias parodias. Drake también ha sido criticado por su atuendo costoso y pesado de colocación de productos, ejemplificado por el video de «Hotline Bling». Drake modeló una chaqueta acolchada Moncler de $1.500, un jersey de cuello alto de Acné Studios de $400 y botas clásicas de 6 de Timberland de edición limitada. Fue etiquetado por la revista GQ como «[uno de] los hombres vivos con más estilo»; durante la promoción de Certified Lover Boy, Drake debutó con un «corte de pelo en forma de corazón», que se volvió popular y ampliamente imitado. Escribiendo para GQ, Anish Patel notó la incorporación constante de Drake de estilos y temas que no suelen asociarse con el hip hop, como usar gorpcore en el video musical de su canción «Sticky». Entre 2016 y 2019, Drake se destacó por la «maldición de Drake», un meme de Internet basado en los incidentes en los que parece ser el apoyo de un equipo deportivo o una persona en particular solo para que ese equipo o esa persona pierda, a menudo contra todo pronóstico.
En 2016, Drake habló sobre el tiroteo de Alton Sterling y publicó una carta abierta expresando su preocupación por la seguridad de las minorías étnicas contra la brutalidad policial en los Estados Unidos. En 2021, se unió a un grupo de músicos canadienses para trabajar con la Asociación de Compositores de Canadá (SAC) para presionar al primer ministro Justin Trudeau para que reestructurara la ley de derechos de autor del país para permitir que los artistas y sus familias recuperaran la propiedad de los derechos de autor durante su vida. También hizo campaña para la expansión de una franquicia de la Asociación Nacional de Baloncesto Femenino (WNBA) en Toronto, y encabezó un concierto benéfico en el Los Angeles Monumento Coliseum con Kanye West el 9 de diciembre de 2021, para pedir clemencia para Larry Hoover, aunque su actuación en solitario se eliminó más tarde de la repetición de Prime Video. En la Navidad de 2021, Drake regaló dinero a personas en Toronto.

## Impacto
Una figura prominente en la cultura pop, Drake es a menudo elogiado como una de las figuras más influyentes en el hip hop; en particular, su uso del canto sobre instrumentos de hip hop se ha señalado como una influencia en los raperos modernos. Es ampliamente reconocido por popularizar el sonido de Toronto en la industria de la música y liderar la «invasión canadiense», una obra de teatro sobre la Invasión británica en la década de 1960, de las listas estadounidenses, junto con Justin Bieber y The Weeknd. En 2022, la aplicación de reconocimiento de música Shazam reveló que Drake era su artista más buscado por los usuarios, con música con Drake reuniendo 350 millones de reconocimientos; su sencillo de 2016 «One Dance» obtuvo 17 millones de reconocimientos solo.
The Insider declaró a Drake el artista de la década (década de 2010). Con respecto a la opinión general de que Drake introdujo el canto en el hip hop convencional, la publicación dijo que en el apogeo de Auto-Tune en el hip hop a fines de la década de 2000, «prácticamente no había artistas que fueran a la vez un rapero legítimo y un cantante legítimo que ofrecieran voces híbridas pop/R&B aterciopeladas y suaves que pudieran existen por separado de sus canciones de hip-hop». Al comentar sobre Take Care de Drake, Elías Leight de Rolling Stone notó en 2020 que «ahora casi todos los cantantes rapean y casi todos los raperos cantan», ya que muchos artistas «han tomado prestada o copiado la plantilla del [álbum] que la audacia del original se olvida fácilmente», según el escritor.
Aaron Williams de Uproxx agregó «impulsar la locura del rapero de chico triste junto con Kid Cudi» y «ayudar a renovar el interés de los Estados Unidos en el grime del Reino Unido y el dancehall con Skepta, PartyNextDoor y Rihanna» a las tendencias modernas con la ayuda de Drake. BBC Radio 1Xtra argumentó que sus co-firmantes ayudó a impulsar la escena del hip hop británico a un mercado internacional más amplio, como lo hizo con la escena musical de Toronto. Según CBS Music en 2019, Drake ha inspirado a «la próxima ola" de artistas que vienen de su ciudad natal. Escribiendo para Bloomberg, Lucas Shaw comentó que la popularidad de Drake ha influido en la promoción de la música, con Certified Lover Boy logrando un gran éxito comercial a pesar de técnicas de marketing ortodoxas relativamente mínimas, afirmando que «los fanáticos están consumiendo [la música] de Drake de una manera diferente a los demás». También señaló que el álbum es novedoso en relación con el consumo, ya que cada canción tiene streams, a diferencia de un sencillo(s). Justin Charity de The Ringer señaló la firma de Drake de producir interpretaciones «poco entusiastas» en canciones para crear un efecto «natural y improvisado» se ha convertido en el «de contacto obvio para los cantantes masculinos de R&B [posteriores]». escuchar ciertos clásicos de R&B sin escuchar a Drake».
La ubicuidad de la música de Drake la ha visto constantemente reproducida durante varias actividades o eventos. En 2021, un estudio realizado por Pour Moi descubrió que, a lo largo de un kilómetro, los corredores corrían 21 segundos más lento mientras escuchaban la música de Drake en comparación con otros artistas. También se descubrió que la música de Drake alarga una carrera de tres millas en 105 segundos. A partir de 2022, la música de Drake fue canonizada académicamente por la Universidad Metropolitana de Toronto, que comenzó a dictar cursos titulados «Deconstruyendo a Drake y The Weeknd», con la música de la pareja utilizada para explorar temas relacionados con la industria musical canadiense, la raza, la clase, el marketing y la globalización. Con el lanzamiento durante el Mes del Orgullo LGBT de su séptimo álbum Honestly, Nevermind (2022), Mark Savage de la BBC escribió la exploración de Drake de la house, un género con orígenes manifiestos en la música negra y espacios queer, ayudaría a «construir un puente hacia esas subculturas [de origen]» para los oyentes de música más jóvenes.

## Logros
Drake es el artista de sencillos digitales con mayor certificación en los Estados Unidos, con 142 millones de unidades vendidas según las ventas combinadas y las transmisiones a pedido. Su sencillo con la certificación más alta es «God's Plan» (décuple platino), seguido de «Hotline Bling», que fue certificado óctuple platino. Tiene varios récords en la lista Billboard Hot 100; tiene la mayor cantidad de canciones en las listas de cualquier artista (258),, la mayor cantidad de debuts en una semana (22), la mayor cantidad de sencillos top 10 (54), la mayor cantidad de debuts en el top 10 en una semana (9), la mayor cantidad de debuts en el top 10 (39), y el tiempo más continuo en la lista (431 semanas). Ha acumulado 10 sencillos números uno, un récord entre los raperos. En 2021, Drake se convirtió en el segundo acto para ocupar todo el Top 5 de Hot 100 en una sola semana, siendo el otro acto The Beatles en 1964. También tiene la mayor cantidad de sencillos número uno en Hot Rap Songs (23), Hot R&B/Hip-Hop Songs (23), y Hot R&B/Hip-Hop Airplay. También es el único artista que tiene dos álbumes que registran 400 semanas cada uno en el Billboard 200.
A partir de 2021, Drake ha ganado cuatro Premios Grammy de 47 nominaciones. También ha ganado un récord de 29 Billboard Music Awards. En 2017, superó el récord de Adele de más victorias en los Billboard Music Awards en una noche, ganando 13 premios de 22 nominaciones. Fue nombrado Artista de la década en los Billboard Music Awards de 2021. El editor de Billboard, Ernest Baker, afirmó que «Drake logró gobernar el hip-hop en 2014», y agregó que «el mejor rapero de 2014 no necesitaba un nuevo álbum o un sencillo exitoso para demostrar su dominio». De 2015 a 2017, Drake se ubicó entre los cinco primeros de la tabla de fin de año de Billboard para Top Artistas encabezando la lista en 2018. Fue nombrado Artista de grabación mundial de la IFPI en 2016 y 2018. Drake fue el artista más reproducido de Spotify en la década de 2010.
Pitchfork clasificó a Nothing Was the Same como el mejor álbum número 41 de la década «hasta ahora», entre 2010 y 2014, y lo clasificó quinto en la lista de la publicación de los «10 mejores artistas musicales» desde 2010. Take Care ocupó el puesto 95 en la lista de los 500 mejores álbumes de todos los tiempos de Rolling Stone (2020). Ha sido clasificado por Complex en su lista de «Mejor rapero vivo cada año desde 1979», otorgándole a Drake el galardón en 2011, 2012 y 2015.

## Controversias

### Asuntos legales
El 31 de mayo de 2009, Drake fue asaltado a punta de pistola en el distrito de Little Italy de Toronto y obligado a perder un collar de oro y diamantes, un reloj Audemars Piguet y 2000 dólares. Soccerties Cotterell y Paul Lelutiu fueron acusados inicialmente de robo a mano armada, conspiración para cometer un robo a mano armada, tres cargos de apuntar con un arma de fuego y posesión de propiedad robada. Posteriormente se retiraron todos los cargos, excepto el de conspiración para cometer un robo a mano armada, del que los hombres se declararon culpables. Fueron condenados a tiempo cumplido, equivalente a poco más de seis meses de cárcel. En abril de 2017, Mesha Collins fue arrestada por allanamiento de morada después de irrumpir en la casa de Drake en Calabasas; aunque no se presentaron cargos penales, Collins presentó una demanda de $4 mil millones contra Drake por difamación en junio de 2021, que fue desestimada en diciembre. Drake luego presentó una orden de restricción contra Collins en marzo de 2022, que fue otorgada en abril. En marzo de 2021, una mujer no identificada armada con un cuchillo fue arrestada luego de un intento fallido de ingresar a la casa de Drake en Toronto. En enero de 2023, un hombre fue arrestado por robar en la casa de Drake en Los Ángeles.
En 2012, la cantante Ericka Lee presentó una demanda contra Drake por el uso de su voz en «Marvins Room». Afirmando haber proporcionado las voces femeninas, Lee también alegó que le debían créditos y regalías por escribir canciones. A pesar de que el equipo legal de Drake respondió afirmando que Lee simplemente solicitó un crédito en las notas del álbum, el asunto se resolvió en febrero de 2013 y ambas partes acordaron un acuerdo extrajudicial. En 2014, Drake fue demandado por 300.000 dólares por probar «Jimmy Smith Rap», un sencillo de 1982 del músico de jazz Jimmy Smith. La demanda fue presentada por los herederos de Smith, quienes dijeron que Drake nunca pidió permiso al probarlo para la introducción de «Pound Cake / Paris Morton Music 2», alegando que el propio Smith no habría estado de acuerdo porque no le gustaba el hip hop. Drake ganaría la demanda en 2017, y el juez federal William Pauley dictaminó que el contenido utilizado era transformador y que no había responsabilidad por la infracción de derechos de autor. También en 2014, se supo que Drake fue demandado por el rapero Rappin' 4-Tay, alegando que Drake hizo un mal uso de sus letras cuando colaboró con YG en la canción «Who Do You Love?». Buscó $100,000 por maltrato y robo artístico, que Drake pagó al rapero ese mismo año. En 2016, Drake provocó el cierre de un club nocturno en la ciudad de Oklahoma, debido a que su uso de marihuana y otras drogas ilegales era frecuente en el club. En diciembre de 2021, Drake demandó al joyero Ori Vechler y su empresa Gemma LTD por usar incorrectamente su imagen en material promocional; también trató de devolver tres artículos que compró. En diciembre de 2022, una demanda presentada por el rapero Angelou Skywalker, quien alegaba que Drake robó su canción «Reach for Skies» para hacer «Way 2 Sexy», fue desestimada luego de «mala conducta reiterada» de Skywalker contra los fiscales y la jueza de distrito estadounidense Colleen Kollar- Kotelly, quien presidió el caso; Skywalker fue acusado de presentar no menos de 50 mociones irrelevantes y recibió una orden de restricción que impedía el contacto con Drake.
En 2017, Drake se vio envuelto en otra demanda, siendo demandado por el productor Detail (Noel Fisher) por un presunto asalto en 2014. Fisher afirmó que el guardaespaldas de Drake, Nessel «Chubbs» Beezer, lo golpeó en la cara y supuestamente le rompió la mandíbula por un musical y disputas financieras. Fisher también dijo que las lesiones lo llevaron a estar hospitalizado durante días y tuvo que someterse a varias cirugías, luego de lo cual demandó por daños relacionados con facturas médicas y sufrimiento físico y emocional. El caso, que estaba programado para someterse a juicio en mayo de 2018, fue desestimado por la jueza de la Corte Superior Elaine Lu después de que Fisher no se presentó a una conferencia de estado final. Lu dictaminó que Beezer actuó únicamente en defensa propia.
En enero de 2019, Drake, Odell Beckham Jr. y Younes Bendjima fueron demandados por un hombre llamado Bennett Sipes en relación con un presunto asalto que ocurrió fuera de un club nocturno de Los Ángeles en 2018. Sipes afirma que sufrió una «lesión cerebral traumática, así como lesiones en la espalda, el cuello, los hombros, etc.» el 24 de marzo de 2018 cuando fue atacado por Bendjima, así como por miembros del séquito de Drake y Beckham en un callejón cerca del club nocturno y pidió $250,000 en daños. La demanda alega que Drake y Beckham siguieron a sus respectivos equipos al callejón para ver cómo atacaban a Sipes. Se grabó un video del incidente utilizando el sistema de vigilancia in situ. La demanda finalmente se resolvió fuera de los tribunales.
En octubre de 2021, Braindon Cooper y Timothy Valentine demandaron a Drake y Chris Brown por infracción de derechos de autor entre «No Guidance» y su propia canción «I Love Your Dress», pero Cooper abandonó a Drake y Valentine de la demanda de abril de 2022. Drake recibió otra demanda por derechos de autor de Samuel Nicholas, citando una infracción de «In My Feelings» y «Nice For What» de Drake. Ese noviembre, fue nombrado coacusado con Travis Scott en una demanda de múltiples demandantes por incitar a «disturbios y violencia» en el Festival Astroworld, a lo que emitió una declaración; supuestamente retrasó la publicación de «Splash Brothers», una colaboración con French Montana.
El 14 de julio de 2022, Drake fue detenido por la policía sueca, presuntamente debido a las drogas presentes en un club nocturno de Estocolmo. Ese noviembre, Drake y 21 Savage fueron demandados por Condé Nast, el editor de Vogue, por usar el nombre de Vogue sin permiso para promocionar su álbum colaborativo Her Loss; Drake y 21 Savage «cesaron voluntariamente» a un orden judicial para dejar de usar las marcas registradas de Vogue para promocionar el álbum, y luego llegó a un acuerdo con Condé Nast. En febrero de 2023, se ordenó a Drake que compareciera para una declaración en el juicio por asesinato de XXXTentacion después de que el equipo de defensa de Dedrick Williams, uno de los tres sospechosos, incluyera a Drake como un testigo potencial, relacionado con la supuesta disputa entre Drake y XXXTentacion; Drake fue citado el mes anterior y no se presentó a su declaración programada para el 27 de enero; la deposición reprogramada está fijada para el 24 de febrero. Más tarde se informó que los guardias armados en la casa de Drake en Beverly Hills se negaron a aceptar el servicio de la declaración el 14 de febrero, que el abogado de Drake, Bradon Cohen, argumentó que no se entregó adecuadamente de conformidad con la ley de California y se hizo únicamente para «inyectar espectáculo de celebridades en un juicio de rutina», lo que finalmente llevó a que se desestimara la declaración.

### Enemistades
Drake y Chris Brown supuestamente estuvieron involucrados en un altercado físico en junio de 2012 cuando Drake y su séquito arrojaron botellas de vidrio a Brown en un club nocturno SoHo en Manhattan, Nueva York. Chris Brown tuiteó sobre el incidente y criticó a Drake en la música hasta 2013, incluso en la remezcla de «R.I.P.». A pesar de que Drake no respondió, tanto él como Brown aparecieron en una parodia cómica para los Premios ESPY de 2014 y ensayaron la parodia juntos antes de la transmisión televisada, lo que prácticamente puso fin a la disputa. Posteriormente, la pareja colaboró en «No Guidance» en 2019.
En diciembre de 2014, Drake estuvo involucrado en otro altercado, Diddy lo golpeó afuera del club nocturno LIV en Miami, Florida. Se informó que el altercado se debió al uso que hizo Drake del instrumental de «0 to 100 / The Catch Up», supuestamente producido por Boi-1.ª para Diddy, antes de que Drake se apropiara de la pista para su propio uso. Más tarde, Drake fue trasladado de urgencia a la sala de emergencias después de agravar una vieja lesión en el brazo durante la disputa. Drake también estuvo involucrado en una pelea con Tyga, derivada de los comentarios negativos de Tyga sobre él durante una entrevista con la revista Vibe. Drake respondería más tarde en «6 God» y «PM in New York», que ha sido interpretado como directamente involucrado en la abrupta eliminación de Tyga de Young Money Entertainment.
Surgió más controversia en julio de 2015 cuando Meek Mill alegó que Drake había utilizado escritores fantasmas durante las sesiones de grabación de «RICO», uno de los sencillos principales del segundo álbum de estudio de Mill. Esto procedió a nuevas acusaciones de que Drake no ayudó en la promoción del álbum, debido a que Mill descubrió al escritor fantasma, que se creía que era Quentin Miller. A pesar de que Miller colaboró con Drake y recibió créditos anteriores, Mill aseguró que Miller había escrito el verso de Drake para «R.I.C.O.» Poco después, Funkmaster Flex emitió pistas de referencia en apoyo de las afirmaciones de Mill, en particular para «R.I.C.O.», «10 Bands» y «Know Yourself». Esto llevó a Drake a responder con dos diss tracks, titulados «Charged Up» y «Back to Back», en el espacio de cuatro días. Mill luego respondería con «Wanna Know», antes de eliminarlo de SoundCloud semanas después. Después de varias disensiones subliminales de cualquiera de los artistas, Drake trató de denunciar a Funkmaster Flex mientras actuaba en Nueva York (el estado de origen de Flex) en el Summer Sixteen Tour. Después de la sentencia de prisión de Mill por violación de la libertad condicional, Drake declaró «Free Meek Mill» en un concierto en Australia y puso fin a su rivalidad en «Family Feud»; la pareja colaboró más tarde en «Going Bad» en 2019.
Pusha T también usaría el mismo razonamiento para criticar a Drake en «Infrared» en 2018, lo que llevó a Drake a responder con el tema disidente «Duppy Freestyle» el 25 de mayo. Pusha T respondió con «The Story of Adidon» el 29 de mayo, que presentó varios reclamos y reveló la paternidad de Drake. Se considera que la pareja ha estado en una rivalidad desde 2012, como resultado de las disputas de Pusha T con Lil Wayne y Birdman, y Drake aún no ha respondido a «The Story of Adidon».
En 2016, Drake se vio envuelto en una disputa con Joe Budden, derivada de los comentarios despectivos de Budden al revisar Views. Supuestamente, Drake le respondería a Budden a través de «4PM in Calabasas», lo que llevó a Budden a responder con dos pistas disidentes en el espacio de cinco días, haciéndose eco del mismo sentimiento que Drake desplegó durante su enemistad con Meek Mill. Drake aparecería más tarde en «No Shopping» junto a French Montana, haciendo referencia directa a Budden a lo largo de la canción, aunque Montana afirmó que el verso de Drake se grabó antes del lanzamiento de las pistas diss de Budden. A pesar de que Budden lanzó dos canciones más en referencia a Drake, todavía tiene que responder oficialmente a Budden. En el mismo año, Drake criticó a Kid Cudi en «Two Birds, One Stone» después de que Cudi lanzara una diatriba llena de improperios contra el artista en Twitter. Más tarde, Cudi se registró en un centro de rehabilitación luego del lanzamiento de la canción y continuó menospreciando a Drake en más tuits; la pareja finalmente resolvió su enemistad y colaboraron en «IMY2» en 2021.
A mediados de 2018, Drake se vio envuelto en una disputa con su antiguo colaborador Kanye West. En una aparición en The Shop, Drake relató varias reuniones con West, quien expresó su deseo de «ser Quincy Jones» y trabajar con Drake y replicar la relación productor-artista entre Jones y Michael Jackson. West le pidió a Drake que tocara y le informara sobre los próximos lanzamientos, mientras que él le dio a Drake el instrumental de «Lift Yourself». West solicitó que la pareja trabajara en Wyoming, y Drake llegó un día después que su amigo cercano 40, quien dijo que West estaba grabando un álbum. Juzgando que la pareja tenía diferentes calendarios de lanzamiento, Drake viajó a Wyoming, pero «solo trabajó en la música [de West]»; exploraron Drake's después de que interpretó a West «March 14», que abordaba la relación de Drake con su hijo recién nacido y co-padre. Esto provocó una conversación con West sobre sus problemas personales, después de lo cual, Pusha T expondría las noticias de su hijo, que Drake concluyó que West le había revelado; West también lanzó «Lift Yourself» como canción en solitario y produjo «Infrared». Drake luego denunció a West en canciones y presentaciones en vivo. West tomaría represalias en una serie de tuits a fines de 2018, y la pareja continuó respondiendo en las redes sociales y en la música a fines de 2021, que incluían a Drake filtrando la canción de West «Life of the Party». Durante su enemistad, West también hizo varios intentos públicos de reconciliarse con Drake, lo que, según los informes, ocurrió después de que co-encabezaron un concierto benéfico en diciembre de 2021.
Drake también ha estado involucrado en peleas reportadas con DMX, el crítico musical Anthony Fantano, Kendrick Lamar, Common, The Weeknd, XXXTentacion, Jay-Z, Tory Lanez, and Ludacris, aunque se informó que los últimos cinco y su enemistad con DMX se resolvieron.

## Empresas de negocios

### Endosos
Antes de aventurarse en el negocio, Drake obtuvo varios acuerdos de patrocinio con varias compañías, en particular, obtuvo uno con Sprite luego de su mención de beber bebida púrpura, un brebaje que contiene Sprite como ingrediente clave. A raíz de su disputa muy publicitada con Meek Mill, Drake también recibió el respaldo de los restaurantes de comida rápida Burger King y Whataburger. La revista de negocios Forbes comentó que sus acuerdos de patrocinio y sociedades comerciales «combinaron fuertemente» para las ganancias antes de impuestos reportadas de Drake en $94 millones entre junio de 2016 y junio de 2017, siendo una de las celebridades mejor pagadas durante ese período.

### OVO Sound

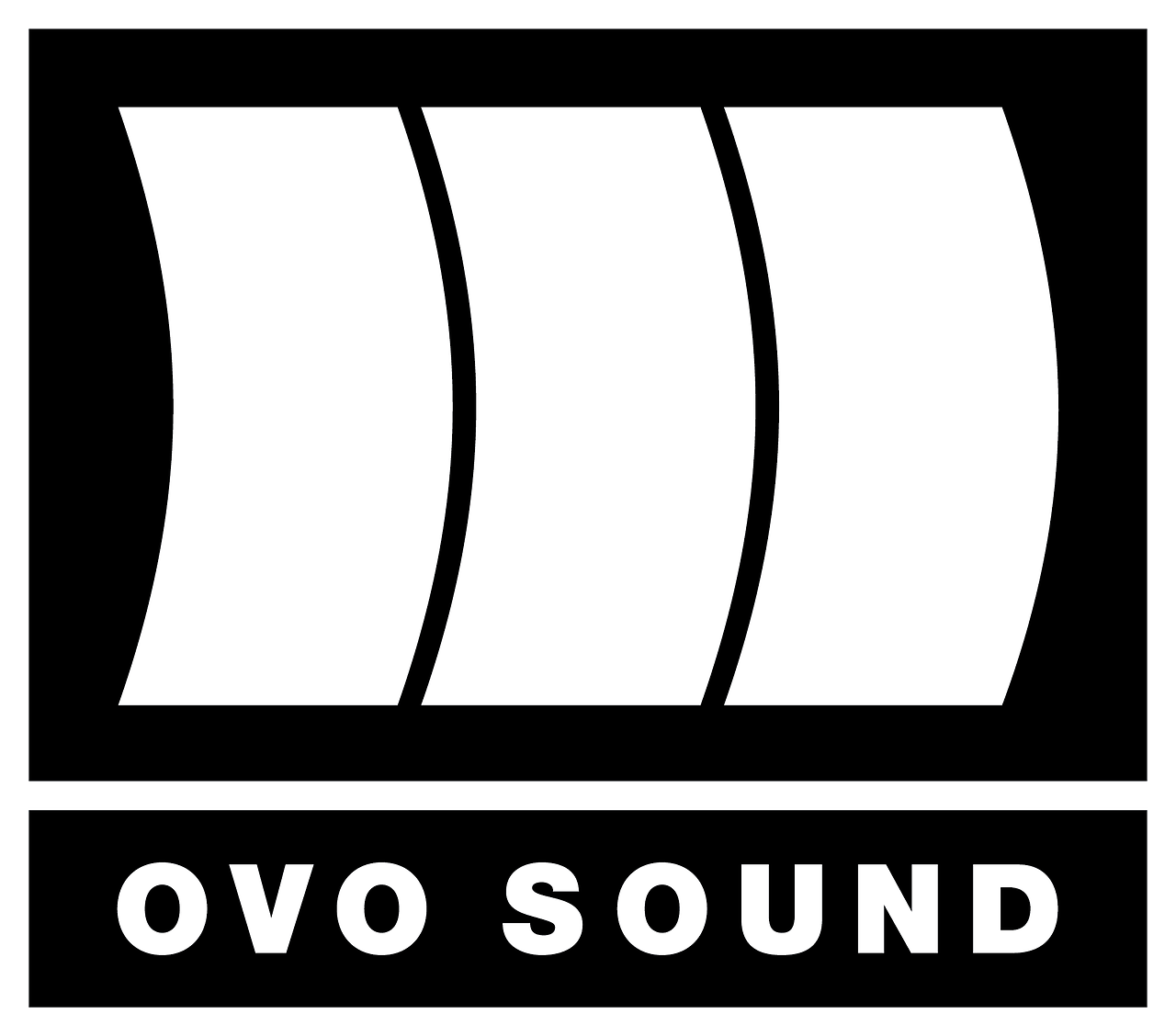
El logotipo de la huella OVO Sound de Drake.

Durante la composición de Nothing Was the Same, Drake fundó su propio sello discográfico a fines de 2012 con el productor Noah «40» Shebib y su socio comercial Oliver El-Khatib. Drake buscó una vía para lanzar su propia música, además de ayudar a nutrir a otros artistas, mientras que Shebib y El-Khatib anhelaban comenzar un sello con un sonido distintivo, lo que llevó al trío a unirse para formar OVO Sound. El nombre es una abreviatura derivada del apodo de October's Very Own que Drake usó para publicar sus proyectos anteriores. El sello es distribuido actualmente por Warner Bros. Récords.
Drake, 40, y PartyNextDoor fueron los artistas inaugurales del sello. El sello alberga a artistas como Drake, PartyNextDoor, Majid Jordan, Roy Woods y Dvsn, así como a productores como 40, Boi-1.ª, Nineteen85 y Future the Prince.

### Toronto Raptors
El 30 de septiembre de 2013, en una conferencia de prensa con el CEO de Maple Leaf Sports and Entertainment, Tim Leiweke, Drake fue anunciado como el nuevo «embajador global» de los Toronto Raptors, uniéndose al comité ejecutivo de la franquicia de la NBA. Se anunció junto con la entrega del Juego de Estrellas de la NBA de 2016 al Air Canada Centre en Toronto. Este fue también el escenario donde Drake recibió la llave de la ciudad. En el papel, se anunció que Drake ayudaría a promover y servir como anfitrión de las festividades, comenzando con el Juego de las Estrellas. También proporcionaría servicios de consultoría para cambiar la marca del equipo, ayudando a rediseñar su imagen y línea de ropa en conmemoración del vigésimo aniversario de la franquicia. También colaboró con los Raptors en camisetas, chándales de práctica previa al juego, y comenzó a organizar un segmento anual de "Drake Night" con la organización, a partir de 2013.

### Entretenimiento

#### Apple Music
Tras el lanzamiento de Apple Music, un servicio de transmisión de música y video desarrollado por Apple Inc., la compañía anunció a Drake como la figura decorativa de la plataforma en su Conferencia Mundial de Desarrolladores en 2015, y el artista también firmó un acuerdo de exclusividad con el servicio por valor de $19 millones. Esto hizo que todos los futuros lanzamientos en solitario de Drake estuvieran disponibles primero en Apple Music, antes de que se implementaran en otros servicios de transmisión y minoristas de música. Drake también había desarrollado la estación OVO Sound Radio en Beats 1, que se utiliza como la vía principal para el debut de sencillos y proyectos, con la estación supervisando a más de 300 millones de usuarios únicos cuando debutó More Life. La asociación de Drake con Apple Music se ha acreditado en gran medida por el gran éxito de la plataforma, ya que logró 10 millones de suscriptores después de seis meses, además de dar lugar a la exclusividad de los artistas, con muchos artistas independientes y firmados, como Frank Ocean y The Weeknd, también negociando acuerdos de exclusividad con servicios de transmisión. Al firmar con la compañía, Drake fue uno de los artistas, junto con Pharrell y Katy Perry, en poseer exclusivamente un Apple Watch antes de que el reloj inteligente se lanzara al público.

### DreamCrew e inversiones
En 2017, Drake y Adel «Future» Nur cofundaron la productora DreamCrew, con funciones tanto de gestión como de entretenimiento. La empresa ha producido las series de televisión Euphoria y Top Boy. Su primera película producida fue el documental deportivo The Carter Effect, que detalla el impacto de Vince Carter en Canadá. El 5 de agosto de 2022, Drake estuvo entre los nominados a un premio Primetime Emmy a la mejor serie dramática por actuar como productor en Euphoria.
En julio de 2021, Drake fue anunciado como productor ejecutivo, junto con LeBron James y Maverick Carter, de Black Ice, un documental que narra las experiencias de jugadores de hockey sobre hielo profesionales y aficionados de minorías étnicas y negras. Está previsto que sea producido por Uninterrupted Canada en asociación con Drake's DreamCrew Entertainment, James' SpringHill Company y Bell Media. DreamCrew también comenzó la producción de la serie de supervivencia sin guion Chillin' Island en 2021, que se emitirá en SpringHill Company, and Bell Media. En junio de 2021, Live Nation confirmó una asociación de larga data con Drake para abrir History, un lugar convertible de entretenimiento en vivo y funciones generales con capacidad para 2500 personas en Toronto. Estuvo en desarrollo durante más de tres años y está situado en The Beaches. También colaboró en el diseño interior del lugar, que contiene pantallas led, insonorización, salas de cambio rápido y una escalera personalizable. En noviembre de 2022, DreamCrew invirtió cerca de $100 millones para revivir el museo al aire libre y el parque de diversiones Luna Luna; Presentado originalmente en Hamburgo, está programado para realizar una gira mundial, con Drake afirmando: «[Luna Luna] es una forma tan única y especial de experimentar el arte. Esta es una gran idea y oportunidad que se centra en lo que más amamos: unir a las personas».
Drake firmó como inversionista y colaborador con Aspiration, la empresa emergente de servicios financieros y sustentabilidad con sede en Los Ángeles; también utilizará los servicios empresariales de la empresa para monitorear y asegurar la neutralidad de carbono personal. También ha invertido en el asesor robótico Wealthsimple, la «plataforma de comercio de video en vivo» NTWRK, el proveedor de cannabis Bullrider y varias empresas relacionadas con los deportes, incluida la plataforma de apuestas de deportes electrónicos en línea Players 'Lounge, la firma de tecnología deportiva StatusPro y la red de deportes en línea Overtime. En un análisis de Brennan Doherty para Toronto Star, la inversión de Drake «lleva todas las características» típicas de los músicos, que a menudo es una inversión de impulso, y citó a Jason Pereira, quien describió los negocios de Drake como inversión típicamente ángel y capital privado (a menudo capital de riesgo) de fondos. Pereira también señaló que «aprovechó su marca personal para generar efectivo». El 30 de agosto de 2022, se informó que Drake y LeBron James, como parte del fondo de inversión Main Street Advisors, se asociarían con el grupo de capital privado estadounidense RedBird Capital y Yankee Global Enterprises para comprar el club de fútbol italiano A.C. Milán por 1200 millones de dólares. Drake también ha invertido en la firma de soluciones de pago de criptomonedas y NFT MoonPay.

#### 100 Thieves
En 2018, Drake compró una participación en la propiedad de la organización de juegos 100 Thieves y se unió como cofundador y copropietario. La inversión fue financiada en parte por el ejecutivo musical Scooter Braun y el propietario de los Cleveland Cavaliers, Dan Gilbert.

### Cocina
Dos meses antes del lanzamiento de Views, Drake anunció el desarrollo de Virginia Black, un whisky a base de bourbon. Esta sería su segunda incursión en la venta de alimentos, previamente se asoció con el famoso chef Susur Lee para abrir Fring's Restaurante y Antonio Park para abrir el bar deportivo Pick 6ix, ambos en Toronto y finalmente cerrados. Virginia Black fue creada y distribuida por Próximo Spirits y Brent Hocking, un productor de licores que fundó DeLeón Tequila en 2008. La compañía describió la asociación como «fructífera [ya que] comparten una pasión por el estilo, la música y la búsqueda del sabor [en] una búsqueda para redefinir el whisky». En 2021, utilizando calificaciones compiladas de Vivino y el sitio web gratuito Distiller, Virginia Black fue clasificado como el licor de celebridades con peor valor por calidad y precio.
El producto se lanzó en junio de 2016 y contenía whiskies Bourbon de dos, tres y cuatro años. La empresa vendió más de 4.000 botellas en la primera semana a nivel nacional. La marca también se promocionó y comercializó a través de la música de Drake y varias giras, como ser parte del paquete adicional «Virginia Black VIP Lounge» disponible para comprar durante el Summer Sixteen Tour. Virginia Black envió otras 30 000 unidades cuando se extendió el lanzamiento a mercados internacionales seleccionados a fines de 2016. Más tarde, la compañía emitió comerciales con el padre de Drake, Dennis Graham, que incluían el eslogan simulado de «The Realest Dude Ever» (en referencia al eslogan «The Most Interesting Man in the World» empleado por Dos Equis) tras ampliar la venta de la bebida a Europa en 2017. En 2019, Drake comenzó a colaborar con Hocking en Mod Sélection, una gama de lujo de champaña, y en mayo de 2021, formó parte de una ronda de financiamiento de inversión de serie B de $40 millones dirigida por D1 Capital Partners en Daring Foods Inc., una corporación análoga a la carne vegana. Ese septiembre, compró una participación minoritaria en la cadena de comida californiana Dave's Hot Chicken, y organizó una promoción el 24 de octubre de 2022 para regalar pollo gratis a los residentes de Toronto en su 36 cumpleaños.

### Moda
En diciembre de 2013, Drake anunció que firmaría con Nike y Air Jordan y dijo: «Al crecer, estoy seguro de que todos idolatrábamos a Michael Jordan. [Soy] incluido oficialmente en la familia Team Jordan». Drake también lanzó su propia colección de Air Jordans, denominadas "Air Jordan OVO". Esto preveía colaboraciones entre OVO y Canada Goose, en las que se producían diversas prendas de vestir. En 2020, A Bathing Ape anunció una colaboración con Drake, lanzando una colección de ropa OVO x BAPE, mientras que también se asoció con el fabricante de velas Revolve para crear «Better World Fragrance», una línea de velas perfumadas.
En diciembre de 2020, Drake anunció Nocta, una subetiqueta con Nike. En un comunicado de prensa, Drake dijo: «Siempre sentí que Nike tenía la oportunidad de abrazar a un artista de la misma manera que a los atletas», escribió, «estar asociado con el nivel más alto posible siempre fue mi objetivo». La línea de ropa lleva el nombre del «proceso creativo nocturno» de Drake, en el que Nike describió como una «colección para el colectivo», y GQ la señaló como «ropa deportiva de inspiración minimalista y vanguardista». Una prenda de vestir presenta una imagen de las musas de Drake, Elizabeth y Victoria Lejonhjärta, con un poema. Después de que se agotó la primera colección, se lanzó otra en febrero de 2021, que incluía camisetas, gorras ajustables, un chaleco utilitario y una chaqueta ligera. Ese julio, OVO lanzó la «Colección Weekender», que incluye una línea de sudaderas con capucha, chándales de terciopelo, camisetas, pantalones cortos y accesorios para mujeres. Luego, OVO lanzó una «Colección de supervivencia de invierno» en diciembre que incluía chaquetas acolchadas, chalecos y parkas hechos con relleno de 700 y plumón con certificación Oeko-Tex. Siguieron esto con una colección limitada con el tema de Jurassic Park y una colaboración de calzado de interior con Suicoke, así como una colección cápsula colaborada con Playboy.
En julio de 2022, se lanzó una cápsula inspirada en Mike Tyson y en colaboración con él, que presentaba chaquetas tipo blusón y gorras. Junto con el acuerdo de patrocinio de Spotify por 12 años y 540 millones de dólares con el FC Barcelona, el club usó camisetas de edición especial con la silueta de un búho de OVO en su partido de El Clásico contra el Real Madrid CF el 16 de octubre de 2022. Luego OVO se asoció con el exjugador profesional de hockey sobre hielo Tie Domi y el minorista de moda Roots Canada para lanzar una colección cápsula el 28 de octubre, que coincidía con el número de camiseta de Domi para los New York Rangers y Toronto Maple Leafs; más tarde se lanzó una colección cápsula en colaboración con los Maple Leafs en noviembre.

## Vida personal

### Salud y residencias

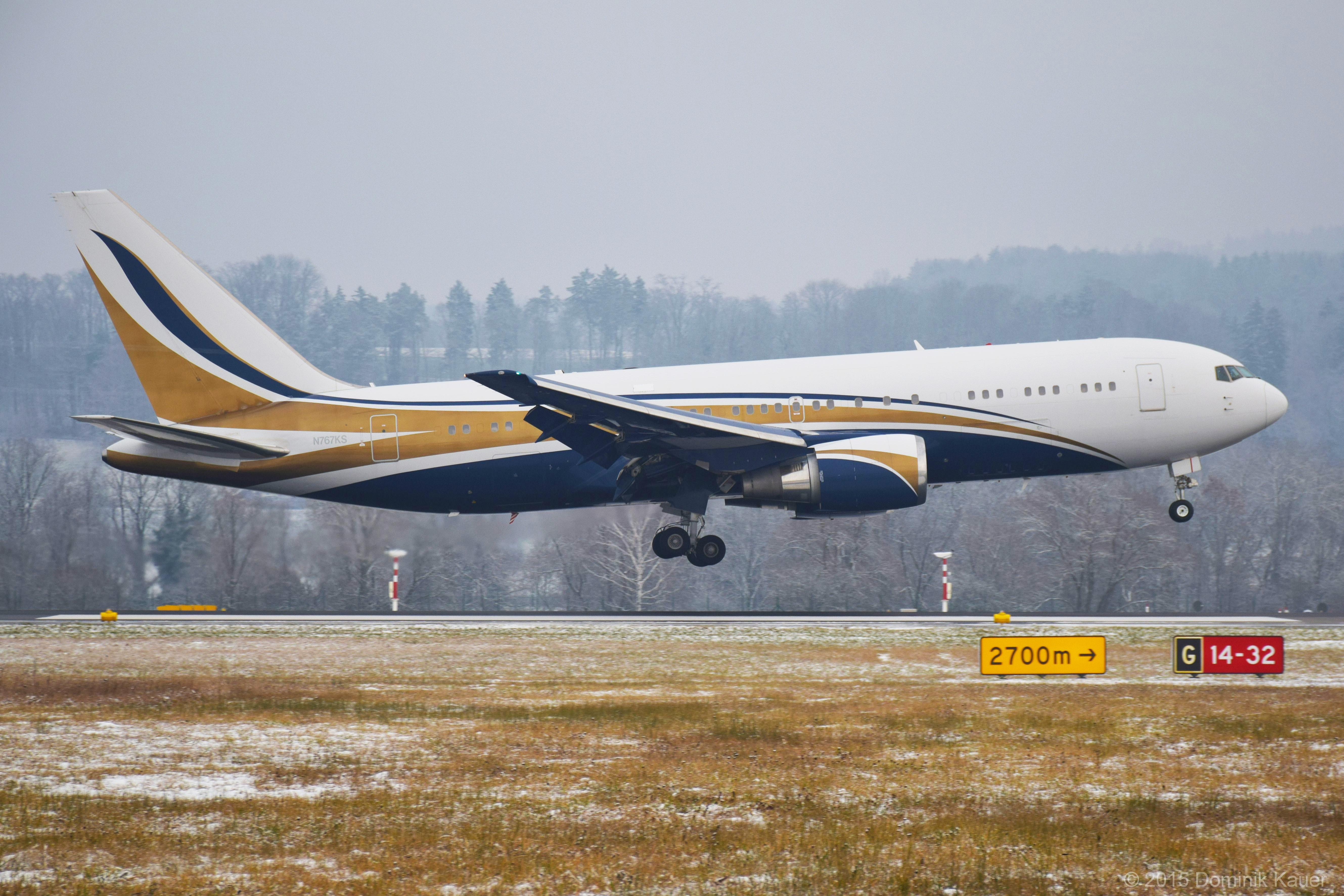
Un avión Boeing 767-200 similar al que adquirió Drake en 2020.

Drake vive en Toronto, Ontario, en una propiedad de 35 000 pies cuadrados y 100 millones de dólares apodada «La Embajada», que se construyó desde cero en 2017, y se ve en el video a su canción «Toosie Slide». Era dueño de una casa apodada «YOLO Estate» en Hidden Hills, California, de 2012 a 2022, y compró una casa en Beverly Crest en 2022 a Robbie Williams por $70 millones. Es dueño de un condominio adyacente a la Torre CN. También es dueño de un Boeing 767, y en 2021 alquiló una propiedad de usos múltiples de $65 millones en Beverly Hills.
Drake tiene una variedad de tatuajes, algunos de los cuales son símbolos asociados con logros personales, como un Jack-o-lantern, «October Lejonhjärta» (trad. October Lionheart), búhos y una controvertida representación inspirada en Abbey Road (1969) de él mismo y The Beatles. Tiene retratos de Lil Wayne, Sade, Aaliyah, Jesús Malverde, Denzel Washington, 40, sus padres, abuela, tío materno e hijo; y varias relacionadas con Toronto, incluida la Torre CN y el número «416».
El 18 de agosto de 2021, Drake reveló que contrajo COVID-19 en medio de la pandemia, lo que provocó la pérdida temporal del cabello. También fue una de las primeras celebridades en probar públicamente el virus en marzo de 2020. Volvió a contraer la enfermedad en 2022, lo que provocó la postergación de los conciertos de reunión con Lil Wayne y Nicki Minaj.
En octubre de 2023 dio a conocer que se retiraba temporalmente anuncia para cuidar de su salud.

### Familia y relaciones
Los tíos paternos de Drake son los guitarristas y compositores Larry Graham y Teenie Hodges. Graham era miembro de Sly and the Family Stone, mientras que Hodges contribuyó a las canciones de Al Green, incluidas «Love and Happiness», «Here I am (Come and Take Me)» y «Take Me to the River».
Drake tiene dos perros, un American bully blanco como la nieve y un Akita americano; adquirió otro Akita en 2016, pero entregó el perro a un entrenador poco después debido a los compromisos de la gira.
Drake es amigo cercano de Adele. Salió con SZA entre 2008 y 2009, y estuvo en una relación intermitente con Rihanna de 2009 a 2016. Ha mencionado la relación en cada uno de sus álbumes de estudio, y cuando le entregó a Rihanna el Premio Michael Jackson Video Vanguard en 2016, dijo: «Es una mujer de la que he estado enamorado desde que tenía 22 años». Sobre su relación con ella, dijo en el programa de entrevistas The Shop:

«A medida que la vida toma forma y te enseña tus propias lecciones, termino en esta situación en la que no tengo el cuento de hadas [de] 'Drake comenzó una familia con Rihanna, [es] tan perfecto'. Se ve tan bien en el papel [y] yo también lo quise una vez».

Drake es padre de un hijo que nació el 11 de octubre de 2017 de la pintora y exmodelo francesa Sophie Brussaux. El embarazo de Brussaux fue objeto de varios rumores después de aparecer en un artículo de TMZ a principios de 2017. Después de que se discutiera la naturaleza de la relación de la pareja en «The Story of Adidon» de Pusha T, Drake confirmó su paternidad en el álbum Scorpion en 2018, citando el deseo de privacidad de su hijo.

### Apuestas
Previo al partido de semifinales de la Copa América 2024, Drake apostó 300.000 dólares americanos a que Canadá vencería Argentina por 2 a 1 goles, cosa que no ocurrió, dado que Argentina obtuvo la victoria por 2-0 con goles de Julián Álvarez y Lionel Messi. De ganar , habría obtenido más de 2,8 millones de dólares americanos. 
Para el mundial de fútbol 2022 había realizado una apuesta a favor de la victoria de Argentina en la final contra Francia en tiempo reglamentario, que también perdió porque el partido se definió por penales.

## Discografía

### Álbumes de estudio
- Thank Me Later (2010)
- Take Care (2011)
- Nothing Was The Same (2013)
- Views (2016)
- Scorpion (2018)
- Certified Lover Boy (2021)
- Honestly, Nevermind (2022)
- Her Loss con 21 Savage (2022)
- For All The Dogs (2023)
- Some Sexy Songs 4 U con PartyNextDoor (2025)

### Álbumes recopilatorios
- Care Package (2019)

### Extended plays
- So Far Gone (2009)
- Scary Hours (2018)
- The Best In The World Pack (2019)
- Scary Hours 2 (2021)
- 100 Gigs (2024)

### Mixtapes
- Room For Improvement (2006)
- Comeback Season (2007)
- So Far Gone (2009)
- If You're Reading This It's Too Late (2015)
- What A Time To Be Alive con Future (2015)
- More Life (2017)
- Dark Lane Demo Tapes (2020)

## Giras musicales

### Giras propias
- Away from Home Tour (2010)
- Club Paradise Tour (2012)
- Would You like a Tour? (2013–14)
- Jungle Tour (2015)
- Boy Meets World Tour (2017)
- Assassination Vacation Tour (2019)

### Giras conjuntas
- America's Most Wanted Tour (con Young Money) (2009)
- Drake Vs. Lil Wayne (con Lil Wayne) (2014)
- Summer Sixteen (con Future) (2016)
- Aubrey & the Three Migos Tour (con Migos) (2018)
- It's All A Blur Tour (con 21 Savage) (2023)

## Filmografía

### Cine
| Año  | Título                            | Rol                 | Notas                           |
| ---- | --------------------------------- | ------------------- | ------------------------------- |
| 2007 | Charlie Bartlett                  | A/V Jones           | Rol menor                       |
| 2008 | Mookie's Law                      | Chet Walters        | Cortometraje                    |
| 2011 | Breakaway                         | Él mismo            | Cameo                           |
| 2012 | Ice Age: Continental Drift        | Ethan               | Papel de voz                    |
| 2013 | Anchorman 2: The Legend Continues | Fan de Ron Burgundy | Cameo                           |
| 2014 | Think Like a Man Too              | Él mismo            | Cameo                           |
| 2017 | 6ix Rising                        | Él mismo            | Documental                      |
| 2017 | The Carter Effect                 | Él mismo            | Documental, productor ejecutivo |
| 2019 | Remember Me, Toronto              | Él mismo            | Documental de Mustafa the Poet  |
| 2022 | Black Ice                         |                     | Documental, productor ejecutivo |
| TBA  | For Khadija                       |                     | Documental, productor ejecutivo |

### Televisión
| Año       | Título                        | Rol                                   | Notas                                           |
| --------- | ----------------------------- | ------------------------------------- | ----------------------------------------------- |
| 2001      | Blue Murder                   | Joey Tamarin                          | Episodio: «Out-of-Towners: Part 1»              |
| 2001-2008 | Degrassi: The Next Generation | James «Jimmy» Brooks                  | Elenco principal; 100 episodios                 |
| 2002      | Soul Food                     | Fredrick                              | Episodio: «From Dreams to Nightmares»           |
| 2002      | Conviction                    | Teen Fish                             | Película de televisión                          |
| 2005      | Best Friend's Date            | Dater                                 | Episodio: «Season Finale»                       |
| 2005      | Instant Star                  | Él mismo                              | Episode: «Personality Crisis»                   |
| 2008      | The Border                    | PFC Gordon Harvey                     | Episodio: «Stop Loss»                           |
| 2009      | Being Erica                   | Ken                                   | Episodio: «What I Am Is What I Am»              |
| 2009      | Sophie                        | Ken                                   | Episodio: «An Outing with Sophie»               |
| 2009      | Beyond the Break              | Él mismo                              | Episodio: «One 'Elle' of a Party»               |
| 2010      | When I Was 17                 | Él mismo                              | Episodio: «Drake, Jennie Finch & Queen Latifah» |
| 2011      | Juno Awards                   | Anfitrión                             | Especial de televisión                          |
| 2011      | Saturday Night Live           | Él mismo (invitado musical)           | Episodio: «Anna Faris/Drake»                    |
| 2012      | Punk'd                        | Él mismo                              | Episodio: «Drake/Kim Kardashian»                |
| 2014-2016 | Saturday Night Live           | Él mismo (Anfitrión/invitado musical) | Episodio: «Drake»                               |
| 2018      | The Shop                      | Él mismo                              | Episodio 2                                      |
| 2018      | The Egos                      | Drake                                 | Episodio: «OMP: Drake»                          |
| 2019      | Euphoria                      |                                       | Productor ejecutivo                             |
| 2019      | Top Boy                       |                                       | Productor ejecutivo                             |
| TBA       | Chillin' Island               |                                       | Productor ejecutivo                             |

### Redes sociales
- Drake en Facebook
- Drake en X (antes Twitter)
- Drake en Instagram
- Drake en Spotify
- Aubrey Graham en Internet Movie Database (en inglés).

- Datos: Q33240
- Multimedia: Drake / Q33240